# Gran incendio de Valparaíso de 2024
El Gran incendio de Valparaíso de 2024 fue parte de los incendios forestales en Chile de 2024, siendo el de mayor gravedad en cuanto a muertos, heridos y daños materiales. Afectó entre el 2 de febrero y el 3 de febrero de 2024 a Viña del Mar, Quilpué y Villa Alemana.
Con 137 muertos, 300 desaparecidos (en sus primeras horas), 1100 heridos de diversa gravedad (desde crisis graves de salud mental, pasando por fracturas óseas, amputaciones, hasta quemaduras), la pérdida de catorce mil hogares (el 12.6% de las viviendas de la región), el desplazamiento de cuarenta mil personas, la muerte de aproximadamente 1500 mascotas y animales salvajes (así como 33 ejemplares de vida silvestre rescatados, que fallecieron debido a la gravedad de sus lesiones), 3000 animales heridos, la pérdida de 1300 especies de plantas y árboles, incluyendo ejemplares únicos como la Sophora toromiro, un árbol endémico de Rapa Nui clasificado como «probablemente extinto» y de 92,5 km² de suelo (de tipos agrícola, forestal [el más afectado], urbano y humedal).
Son catalogados como los más mortíferos a nivel mundial del siglo XXI (después de los incendios forestales en Australia de 2009).
El Gobierno lo considera como la peor tragedia del país inmediatamente después del terremoto de Chile de 2010, sin precedente alguno en toda su historia debido a su destrucción e impacto en el medioambiente, estimado en mil millones de dólares.

## Antecedentes

### Onda Cálida
Chile cursaba la temporada de verano, Entre el lunes 29 de enero y el sábado 3 de febrero de 2024, una fuerte ola de calor impactó gran parte de Chile central y centro-sur. Este fenómeno, -por más de tres días consecutivos-, afectó desde la pre-cordillera de Los Andes hasta las zonas costeras, especialmente en las regiones de Coquimbo a Ñuble. En algunas localidades, como Santiago de Chile, se registraron las temperaturas más altas de la historia, alcanzando los 37,3°C.
Su origen se debe a altas presiones potenciadas por la alta presión boliviana en niveles más altos de la troposfera y que genera una extensa ola de calor climatológica en la zona centro y sur de Chile, que se extendería hasta el 6 de Febrero, en ese contexto la Dirección Meteorológica de Chile emitió una Alerta Meteorológica para la Región Metropolitana, que incluía la zona central del país, debido a un evento de altas temperaturas extremas,se pronosticaba que dicha onda cálida llegaría a Valparaíso el 1 de febrero, para ese día, se pronosticó una temperatura máxima de 26°C. y para el viernes 2 de febrero, las temperaturas subirían un poco más, a máximas de 27°C. sin embargo, dicho pronostico no consideró la ausencia de vaguada costera, lo que hizo que la temperatura llegara a 30° y a temperaturas de 35° en el Jardín botánico Nacional de Viña del Mar.

### Vientos Preponderantes
Bajo la onda cálida, el viento se mantuvo hasta el 1 de febrero a 2 nudos (kt) equivale a aproximadamente 3.7 km/h, sin embargo el 2 de febrero a partir de las 10am, debido a la misma onda cálida, hizo presencia viento con
componente sur, por la dinámica del anticiclón (movimiento antihorario).
El viento empezó a aumentar progresivamente a 20km/h a las 12hrs, 30km/h a las 16hrs y finalmente a 46.3km/h a las 17:00hrs.
A esto se suma que hasta las 15 horas el viento apuntaba hacia el Norte, y a partir de de las 16horas (con el incendio en marcha) empezó a apuntar hacia el suroeste pasando el incendio de apuntar hacia un sector rural y forestal (entre El Batro y las Dichas) de 25km (aproximadamente) a otro sector rural (Jardín botánico de Viña del Mar) que colindaba con sectores urbanos a solo 12km.

### Organización Criminal
El verano de 2024 en la Región de Valparaíso había sido particularmente tranquilo en materia de incendios forestales en comparación a otros años, los autores intelectuales recibieron hacia finales de enero, el aviso anticipado de altas temperaturas, y se comunican señalando que la temporada estaba “fome”.
Se estima que una semana antes del 2 de febrero del presente año, conspiran en la localidad de Placilla de Peñuelas, donde fijan primero el 29 de enero, pero el clima era aún "frío", por consiguiente, se fijan 5 días más -el 2 de febrero- estaba ‘bueno’, debido a las condiciones climáticas que existirían esa jornada, como el calor y el viento, además, indican que estaría ‘bueno’ en el sector de la Reserva nacional Lago Peñuelas y por la ruta conocida como Camino Viejo a Santiago, ya que existía abundante pasto seco en ese lugar.

Francisco Mondaca: Hola rey cómo está?
Francisco Mondaca: Que pasa con el tiempo viejo, no se está uniendo al proyecto jajaj
Franco Pinto: Está fome el clima
Franco Pinto: El lunes en la tarde x 5 dias libres
Francisco Mondaca: ya buena ojalá se arregle tengo una cajetilla guardada ahí
Francisco Mondaca: de 20 esperando que se arregle el tiempo

Conversación de WhatsApp del 29 de enero del 2024 entre los conspiradores, originalmente estaba planificado el incendio para ese día, Pero el clima no era el adecuado -según ellos-, lo que pospuso el incendio 5 días (al sábado 2 de febrero).

Concordaron el 30, 31 de enero de 2024 o el 1 de febrero del 2024 que en horas de la mañana del 2 de febrero de ese día hasta el sector Las Tablas y Camino Viejo a Santiago a efectuar incendios, mediante el lanzamiento de artefactos incendiarios que se habían enseñado a confeccionar de forma verbal anteriormente en otro incendio, que consistían en debía enrollar fósforos alrededor de un cigarrillo y amarrarlo con un hilo.

## Incendio del 2 de Febrero del 2024

### Incendio Inicial

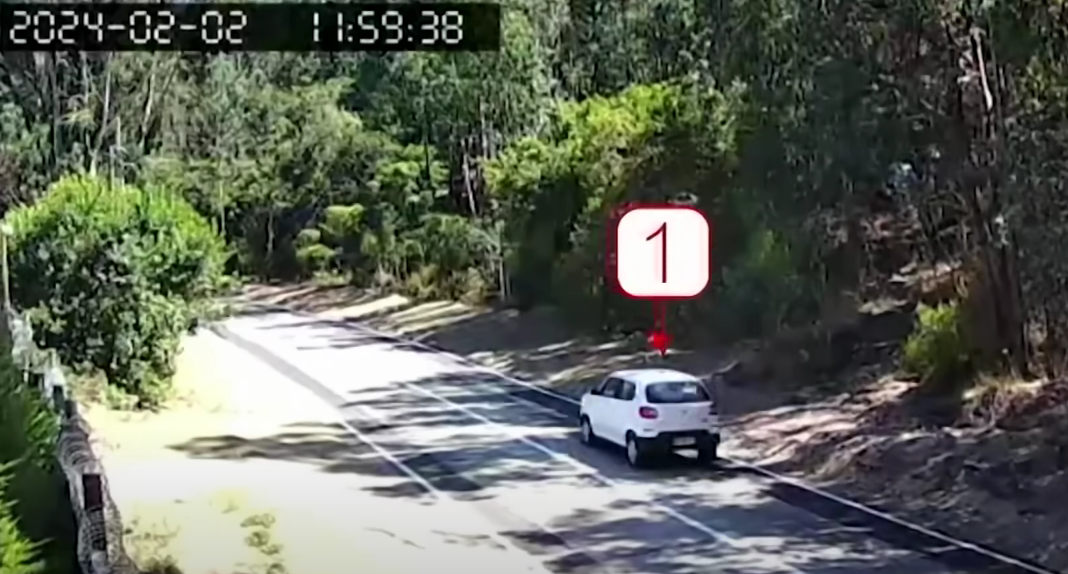
Automóvil del bombero detenido Francisco Mondaca recorriendo los lugares de inicio del incendio a mediodía, Fiscalía sostiene que el inicio el incendio al lanzar artefactos incendiarios por su ventana.

Según las evidencias presentadas por la Fiscalía, el 2 de febrero los autores materiales e intelectuales volvieron a hablar por teléfono y cinco minutos después comenzó el primer foco de incendio donde posteriormente se halló la presencia de hidrocarburos.
Siendo las 11:59:33 un miembro de la conspiración recorre en su vehículo particular por la Ruta 68 y Camino Antiguo a Santiago, lanzando por su ventana cigarrito encendidos con fósforos que utilizó para realizar los tres focos de incendio en la ruta F-128: Animita, La Isla y Las Tablas, al finalizar, los conspiradores hacen unas llamadas señalando que  ‘estaba listo’ y vuelven a sus trabajos (de brigadista forestal y bombero respectivamente) indicando que "seguramente lo despacharían a la brevedad al lugar.".

Los succionaba solo una vez para encenderlos y los lanzaba a través del vidrio del copiloto.
El día del incendio no use todos los artefactos que fabrique, por lo que guarde algunos en una caja en mi dormitorio.
Relato de Francisco Mondaca a Fiscalía.

Alrededor de las 13:00 horas se alarma de la existencia de un incendio forestal en el kilómetro 91 de la Ruta 68, en la zona de la Reserva Lago Peñuelas. para esa hora el fuego había afectado aproximadamente 30 hectáreas y se estaba controlando por parte de CONAF, con apoyo terrestre y aéreo, junto a Bomberos de Valparaíso, Viña del Mar y Casablanca en las áreas de Melosilla y fundo Las Tablas.
A las 13:40 horas se estableció el Puesto de Mando Unificado en el Complejo Las Tablas, en el que participaron la Delegación Presidencial Regional (encargada de la autoridad), la CONAF (responsable del mando técnico), SENAPRED (coordinador), Bomberos y Carabineros. Apenas unos minutos después, a las 13:46 horas, se declaró el Incendio Forestal de Lo Moscoso en Villa Alemana. A este incidente se envió una aeronave de combate a las 13:50 horas y otra más a las 16:47 horas.

### Propagación Descontrolada

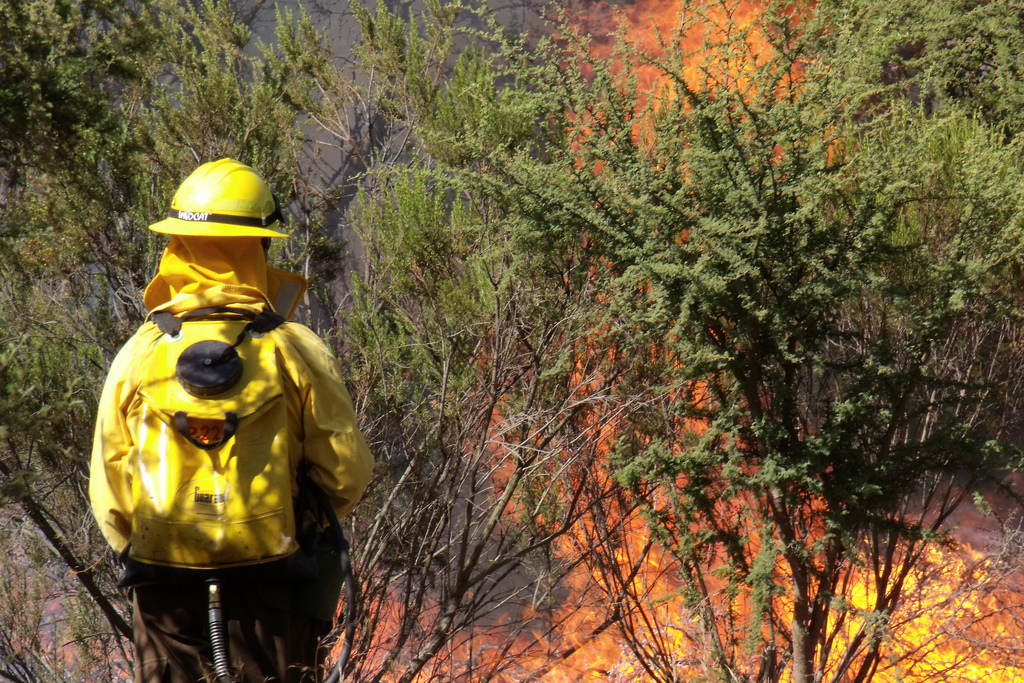
Uno de sus factores claves para su descontrol fue la subestimación del incendio, se esperaba que solo fuera forestal, por lo tanto, el despliegue de recursos aéreos y terrestres fue bajo

Su propagación descontrolada se debe a factores ambientales (calor, viento) y también por la subestimación inicial del riesgo, ya que las autoridades trataron al incendio en sus primeras horas como una amenaza netamente forestal, sin anticipar la velocidad con la que podría alcanzar las zonas urbanas, por consiguiente el despliegue de recursos aéreos y terrestres fue bajo para la magnitud que tomó el incendio después de las primeras horas.

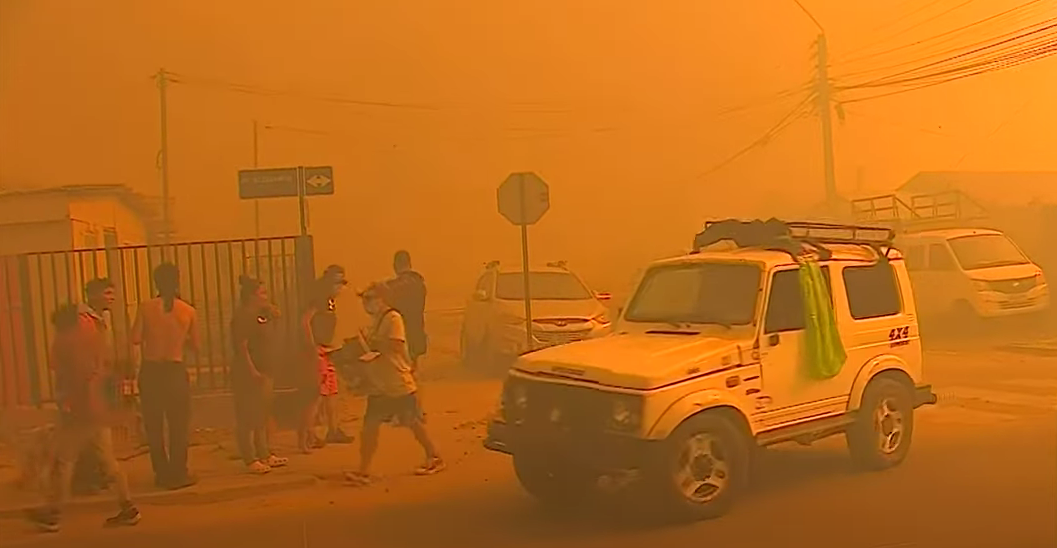
Quilpue, unos minutos antes del acceso del fuego a las zonas urbanas.

Si bien el incendio fue de sexta generación —es decir, extremadamente complejo de combatir por sus características climáticas y la acumulación de biomasa—, el informe oficial sugiere que hubo una cadena de fallas humanas y estructurales que agravaron la situación y aumentaron su impacto, La CONAF, encargada de la prevención y combate de incendios, y SENAPRED, encargado de la gestión de la emergencia y evacuación, no coordinaron de manera efectiva sus esfuerzos al inicio de la catástrofe, las decisiones sobre cómo movilizar recursos (brigadas, aeronaves, apoyo logístico) se tomaron de manera fragmentada y sin una clara centralización del mando, Esto se agrava con el hecho de que las municipalidades locales no tenían preparados sus propios equipos ni protocolos, y dependían del apoyo externo que no llegó de manera oportuna.
Durante la emergencia, hubo confusión sobre quién estaba tomando las decisiones clave en cada momento. Aunque SENAPRED tiene la responsabilidad de liderar la emergencia, varias decisiones tácticas quedaron a discreción de actores locales, como municipalidades que no tenían la capacidad logística ni técnica para afrontar una crisis de esta magnitud, Además, las reuniones del Comité de Gestión de Riesgos y Desastres (COGRID) regional y nacional fueron reactivas en vez de preventivas; es decir, se realizaron cuando el incendio ya estaba desbordado.
Todo esto lleva a entre las 17:00 y 18:00 horas, el incendio se desbordara.

### Acceso a Zonas Urbanas
Alrededor de las 17:00 horas del 2 de febrero de 2024, SENAPRED informaba que el incendio, que consumía aproximadamente 480 hectáreas, estaba contenido al interior de la Reserva Nacional Lago Peñuelas, sin advertir que el fuego avanzaba rápidamente hacia sectores urbanos. A esa misma hora, el incendio ya había afectado la infraestructura crítica, destruyendo al menos 121 estaciones de repetición de telefonía, internet y fibra óptica, y había provocado la muerte de una cuidadora del Jardín Botánico de Viña del Mar y su familia al incendiarse su vivienda.

No hay ningún tipo de riesgo por ahora de afectación de viviendas.
Paula Gutiérrez, delegada presidencial (S) de Valparaíso (18:14hrs a Radio Cooperativa)

A las 18:00 horas, Bomberos comenzó a recibir las primeras llamadas de pobladores reportando que las llamas habían alcanzado zonas urbanas, específicamente en el sector de Quilpué, colindante con el Jardín Botánico.
Testimonios de residentes señalan que las viviendas cercanas comenzaron a incendiarse producto de la radiación térmica y la propagación de pavesas. La situación se agravó por el oscurecimiento total del cielo debido al humo denso y la multiplicación de focos secundarios. En ausencia de alertas oficiales claras, los habitantes iniciaron una autoevacuación masiva, en muchos casos utilizando vehículos, lo que provocó atascos, accidentes y la muerte de familias enteras atrapadas en calles congestionadas o rodeadas por el fuego.

La alarma llegó tarde, salimos con lo puesto y huimos en un auto (sic), llegó un punto que el fuego era tanto, que no quedó más que abandonar el auto y empezar a correr (…) Una camioneta se acerca y nos ofrece llevarnos en su parte trasera, pero esta se mete a una calle con fuego por ambos lados, instintivamente me tire al piso de la camioneta y me cubrí con mi mochila la cara, sentía como se quemaba mi piel, instintivamente salte de la camioneta en movimiento, sin embargo aterrizo con mi boca, mis dientes en el impacto, perforan en labio inferior, el paladar, rompen su hueso y salen volando, llevaba una polera blanca, era un mar de sangre; además vuelan mis chalas (sic) y mi teléfono, pero no me quise tocar porque sentía que me iba a quebrar emocionalmente ni buscarlos porque era peligroso, había que salir de allí, llegue a un hospital pasada las 00:00hrs y caminando.
Síntesis de relato de sobreviviente en Reddit

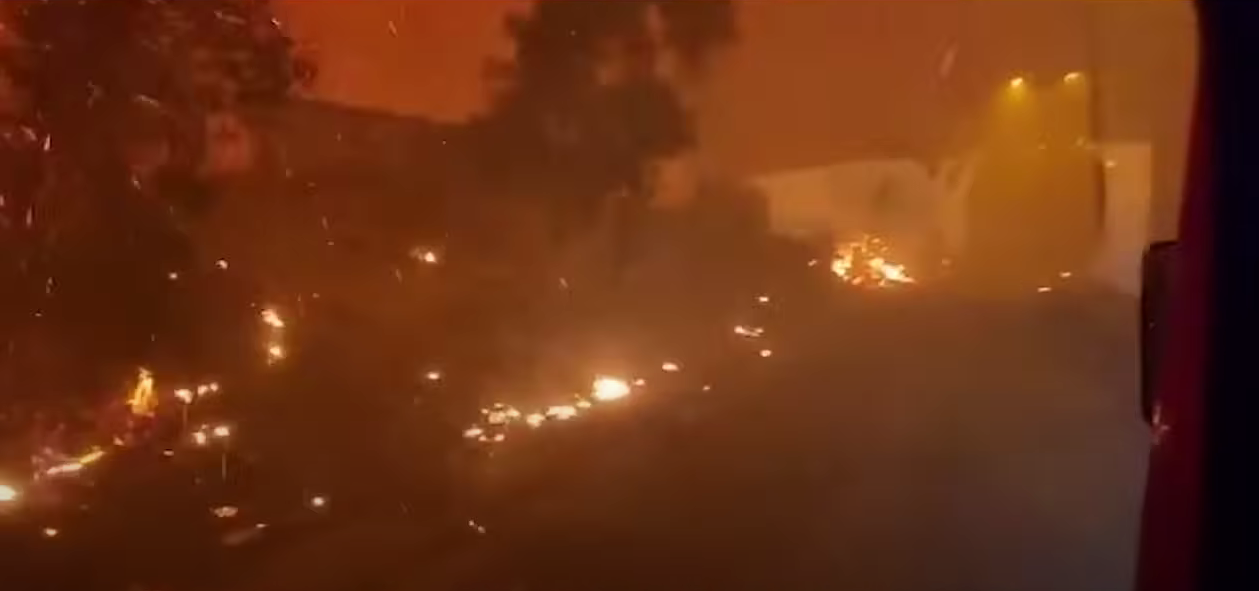
Las Pavesas (hojas y material incendiado) empujado por el viento llevaron el incendio a sectores poblados, iniciando nuevos focos.

Treinta minutos más tarde, el incendio llegó a Viña del Mar, donde nuevamente fueron los propios residentes quienes alertaron a Bomberos sobre la proximidad de las llamas., A las 18:45 horas, el cielo se oscureció completamente en la ciudad debido a la densa columna de humo y una intensa lluvia de pavesas que persistió hasta cerca de las 23:00 horas. Ese mismo minuto, la red eléctrica colapsó tras la quema de líneas de transmisión dentro del Jardín Botánico y la presión del agua se redujo drásticamente debido a una demanda sin precedentes, según reportes de la empresa ESVAL.

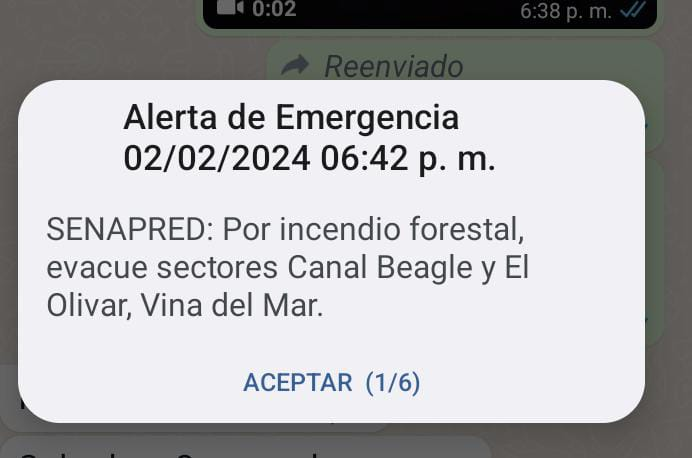
Sistema de Alerta de Emergencia, fuertemente criticado por enviar los mensajes tarde y por no indicar hacia donde evacuar

El Sistema de Alerta de Emergencias (SAE) emitió solo 3 mensajes uno también a las 18:45 horas, ordenando la evacuación del sector del Jardín Botánico, que ya estaba mayormente consumido por el fuego. Dos nuevas alertas, enviadas a las 18:48 horas, ordenaron la evacuación de sectores densamente poblados como Villa Hermosa, Villa Dulce, Canal Beagle y El Olivar, sin indicar rutas de evacuación o zonas seguras.

No solamente el cansancio físico, aquí hay un cansancio emocional. Tú ves a las personas, les ves las caras, ves alrededor y te das cuenta que están sufriendo. No solamente por la pérdida de algo material. También estamos hablando de pérdida de amigos, personas, vecinos. Y la situación era devastadora. No hay otra palabra. Para nosotros mismos, ver que llegas con el carro bomba y no había nada que hacer. Tratas de salvar una casa, te das media vuelta y la casa que estuviste trabajando se te quemó igual.
 Brunella Dalmazz, Bombero de Viña del Mar

Las principales causas de la alta mortalidad incluyeron la deficiencia en las alertas y la comunicación, la tardía reacción y falta de coordinación institucional, así como el colapso de rutas de escape tanto dentro de viviendas como en calles exteriores. En muchas áreas, el fuego ingresó directamente a patios, techos y muros, dejando a los habitantes sin posibilidad de escapar a tiempo.Además, se documentaron casos de personas que optaron por quedarse para acompañar a familiares con movilidad reducida o que esperaban instrucciones oficiales que no llegaron a tiempo. Otras víctimas murieron al quedar atrapadas dentro de sus casas cuando las salidas fueron bloqueadas por el fuego, o al intentar huir a pie o en vehículos, quedando atrapadas por la velocidad de propagación y la congestión vehicular provocada por la evacuación improvisada.

Cacho (sic) una señora, la vecina, y se cae. El niño (vecino) fue a buscar la silla de ruedas y no alcanzó (a salir). Se quemó adentro (de la casa). Yo afirmé a la hermana de ella. Se me cayó. No podía hacer nada. La señora me dijo, ‘váyase nomás’ y salí. (sic) Encontré a mi ex señora tirada. Se cayó en una salsa mora. ‘Es mi mamá’, dijo mi hija. Yo vi los cadáveres. En la cancha murieron dos personas abrazadas. Nosotros nos protegimos en un container (sic) y pasaba fuego por los lados. El viento arrastró a un caballero con muletas. Desapareció.
 Daniel Álvarez, Habitante de Villa Independencia.

### La Noche del 2 de Febrero

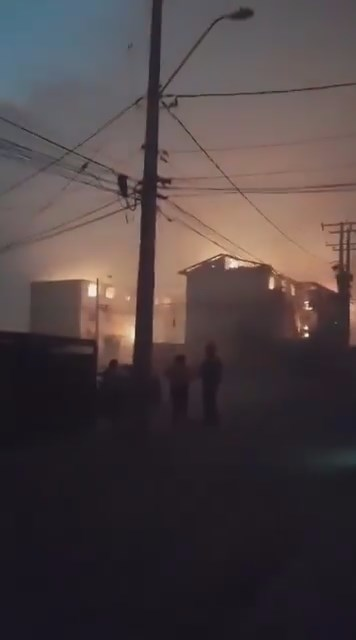
Situación al rededor de las 00:00hrs del 3 de febrero de 2024, para entonces el incendio ya había generado gran parte de la destrucción y muerte de personas, algunos sobrevivientes señalan un escenario de estado de guerra.

A partir de las 23:00 horas, la emergencia alcanzó uno de sus puntos más críticos. Sectores como El Olivar, Achupallas y Reñaca Alto presentaban una destrucción masiva de viviendas, vehículos abandonados y un creciente número de personas fallecidas tanto en el interior de sus hogares como en las calles. La infraestructura colapsada y la propagación extrema del incendio dificultaron el acceso de bomberos y brigadistas, quienes enfrentaron bloqueos por el tráfico colapsado y las llamas desbordadas.
Ante la magnitud de la crisis en Viña del Mar y Quilpué, el COGRID fue convocado inicialmente para las 08:00 horas del día siguiente, pero dada la gravedad de la situación, se adelantó y se realizó a las 22:44 horas del 2 de febrero. A las 23:34 horas, con al menos una decena de muertes confirmadas por las autoridades, el Presidente de la República decretó el Estado de Excepción Constitucional de Catástrofe, permitiendo la intervención de las Fuerzas Armadas y la adopción de medidas extraordinarias.

Los hospitales más cercanos, como el Hospital Gustavo Fricke de Viña del Mar y el Hospital de Quilpué, comenzaron a recibir un flujo masivo de pacientes desde la tarde y especialmente durante la noche. Las principales causas de atención fueron quemaduras, intoxicaciones por inhalación de humo, traumatismos por accidentes en la evacuación y crisis de pánico. Además, las morgues de la zona comenzaron a recibir los primeros cuerpos de fallecidos, principalmente provenientes de sectores como El Olivar y Achupallas.
Durante la noche, se habilitaron albergues de forma progresiva en las comunas afectadas, aunque no se registró una hora exacta para su apertura. Estos espacios brindaron refugio a la población desplazada por los incendios, mientras las condiciones en las zonas afectadas empeoraban.
En paralelo, la Fiscalía y el Jefe de la Defensa Nacional emitieron una orden para restringir el ingreso de civiles a las zonas donde se habían encontrado cadáveres. Sin embargo, en las primeras horas no se dispuso de personal militar suficiente para resguardar estos sectores, por lo que fueron los propios vecinos quienes recuperaron y cubrieron los cuerpos, en algunos casos realizando rezos improvisados.
Tras la declaración del toque de queda, las Fuerzas Armadas se desplegaron inicialmente en el centro de Viña del Mar, una zona que no había sido afectada directamente por las llamas. En contraste, durante la primera noche en los cerros siniestrados la situación fue descrita por los propios damnificados como un estado de descontrol, con calles sin luz, casas en escombros, cuerpos visibles y una atmósfera de abandono total. La falta de electricidad y agua potable en las zonas afectadas acentuó la sensación de colapso social, similar a un escenario de estado de guerra.

## Situación después de la Catástrofe

### Víctimas y Heridos
De las causas de muerte, todas caen en 2; que son inhalación de monóxido de carbono y carbonización musculoesquelética, lo que ha desatado múltiples críticas debido a la no consideración de otras causas de muerte (como por ejemplo, Infarto agudo de miocardio); las víctimas murieron en sus hogares, al tratar de escapar a pie o al tratar de escapar del fuego en sus vehículos, por la única ruta posible, pero completamente atochada de vehículos, así mismo muchas personas perdieron la vida quedando sus cuerpos abandonados en la calle tratando de huir o atrapados dentro de sus vehículos.
Hacia las 21:00hrs se informaba de la primera persona fallecida, al rededor de las 11:00hrs se informaba de 10 fallecidos, la Delegación presidencial regional de Valparaíso informó en la madrugada del 3 de febrero que debido a los incendios existirían 51 personas fallecidas y 28 personas con quemaduras graves, algunas de las cuales están con riesgo vital.
Así mismo se reporto la desaparición de al rededor de 370 personas, muchas de las cuales quedaron incomunicadas pero lograron evacuar, otras que lograron huir, llegaron heridas o gravemente heridas a centros asistenciales, y finalmente las personas que fallecieron y que sus cuerpos fueron hallados con posterioridad o por la gravedad de sus quemaduras fueron identificadas con posterior, aun persiste la denuncia de desaparición formal de 3 personas, se cuestiona dicha cifra de desaparecidos, debido a la posibilidad de la muerte de familias completas (sin posibilidad de que alguno de los suyos haya hecho la denuncia) o la posibilidad de que las víctimas fueran extranjeros indocumentados.
En las horas posteriores, la cifra de muertos solo aumento, el retiro de dichos cuerpos fue lento, La orden emanada desde la autoridad fue que nadie podía subir a aquellas zonas donde hubiesen cadáveres, lo que dio pie al abandono de esos cuerpos, solo por el resguardo de sus propios familiares, -frente al ataque de perros asilvestrados-.

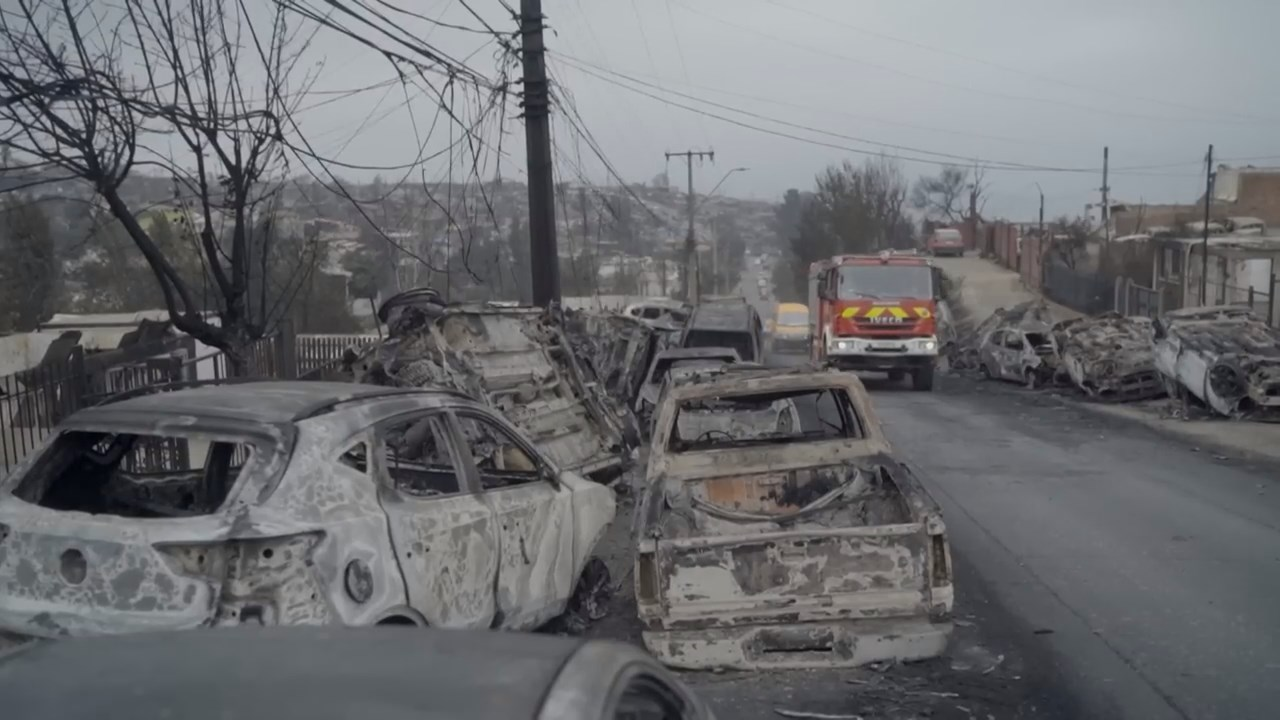
Automóviles abandonados y calcinados por el avance del fuego la mañana del 3 de febrero, se reporto que algunos mantenían víctimas fatales en su interior

Solo el 4 de febrero comenzó el retiro, ese mismo día El Servicio Médico Legal (SML) informó que hay 99 fallecidos, de los cuales 32 han sido identificados. En la noche de ese mismo día, el SML aumentó el número de víctimas fatales a 112 e informó que hasta ese momento se habían practicado 38 autopsias logrando identificar a 31 cuerpos.
A las 12:00 del 5 de febrero, el SML actualizó la cifra de víctimas fatales a 122, informando también que se está tramitando la entrega de 27 cuerpos a sus familiares, la cual comenzará durante la misma jornada. A las 19:00 se contabilizó una víctima más, llegando a 123, mientras que el número de autopsias realizadas aumentó a 79.

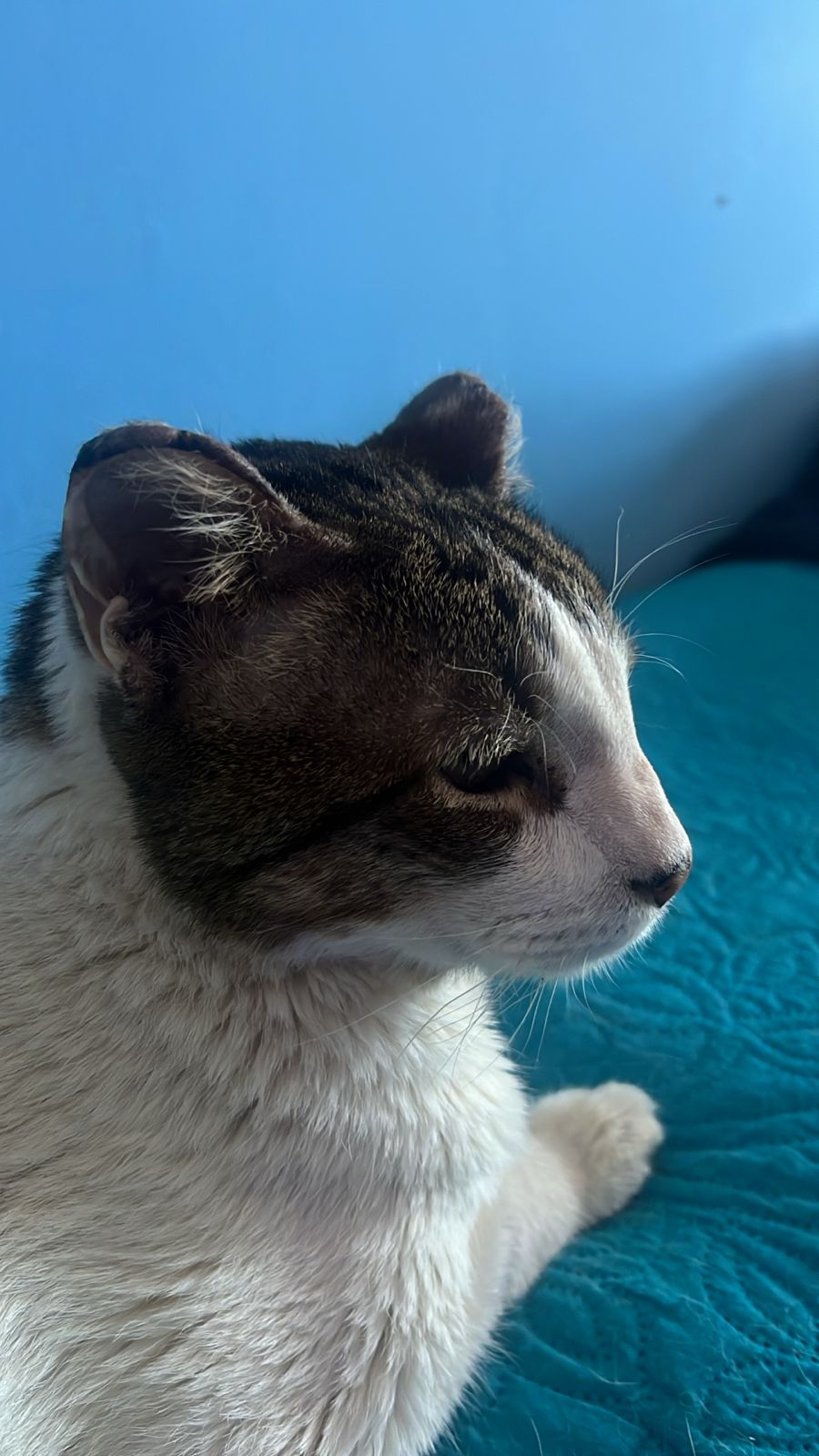
Muchos animales fallecieron al quedar atrapado o por la complejidad de sus heridas, en la foto un Felis silvestris catus con sus orejas quemadas.

A las 12:00 del 6 de febrero, Servicio Médico Legal actualizó la cifra de fallecidos a 131, de los cuales 35 han sido identificados, a las 19:00 se contabilizaron 82 autopsias y en la jornada fueron entregados 8 cuerpos a sus respectivas familias.El 18 de marzo con el fallecimiento de un segundo trabajador del Jardín Botánico de Viña del Mar a raíz de las graves quemaduras sufridas la cifra se actualiza a 137.
Durante las horas posteriores, miles de personas acudieron a distintos centros de urgencias en busca de atención médica, presentando heridas y condiciones de diversa gravedad. Muchas de estas lesiones fueron consecuencia directa del fuego, mientras que otras se debieron al caos y la desesperación desatados durante la evacuación, como caídas, golpes y contusiones sufridas en la huida. Asimismo, se registraron numerosos casos de descompensaciones en pacientes con enfermedades preexistentes, incluyendo afecciones cardíacas, respiratorias y trastornos de salud mental exacerbados por la situación de crisis.
Desde la perspectiva de la respuesta sanitaria, la principal preocupación de los equipos médicos se centró en la atención inmediata de los pacientes diagnosticados con el Síndrome de Gran Quemado, quienes requerían asistencia especializada y en algunos casos, traslados urgentes a unidades de quemados con mayor capacidad de atención. En este sentido, el Subsecretario de Redes Asistenciales, don Osvaldo Salgado, informó que los hospitales de Valparaíso estaban “respondiendo satisfactoriamente” a la emergencia generada por los incendios. A pesar de la alta demanda de atenciones médicas, los recintos hospitalarios lograron activar sus protocolos de emergencia y redistribuir recursos para garantizar la atención oportuna a todos los afectados.
Asimismo, se ha estimado la muerte de aproximadamente 1.500 mascotas,muchas de ellas atrapadas en viviendas que quedaron cerradas por la rapidez del avance del fuego, mientras que otras perecieron intentando huir junto a sus dueños en medio del caos y el pánico.A esta trágica pérdida de animales domésticos se suma el impacto en la fauna silvestre, particularmente en especies protegidas que habitaban en el Jardín Botánico y otras áreas naturales afectadas por las llamas, lo que representa un grave daño ecológico de difícil recuperación.
Solo durante la noche del 2 de febrero y la madrugada del 3 de enero, los equipos de rescate y veterinarios atendieron a más de 5.597 animales heridos, en su mayoría afectados por intoxicación debido a la inhalación de humo y gases tóxicos, así como por quemaduras de diversa consideración. Ante la magnitud de la emergencia, las clínicas veterinarias universitarias se organizaron para abrir sus puertas de manera gratuita, ofreciendo desde atención ambulatoria hasta hospitalización y procedimientos quirúrgicos de alta complejidad. En muchos casos, fue necesario implementar terapias intensivas, ventilación mecánica y cirugías especializadas para tratar a los animales con lesiones más graves, en un esfuerzo por salvar la mayor cantidad de vidas posible. A esto se sumaron voluntarios, rescatistas y organizaciones animalistas, quienes trabajaron incansablemente en el traslado y cuidado de los afectados.

### Desastre Ecológico

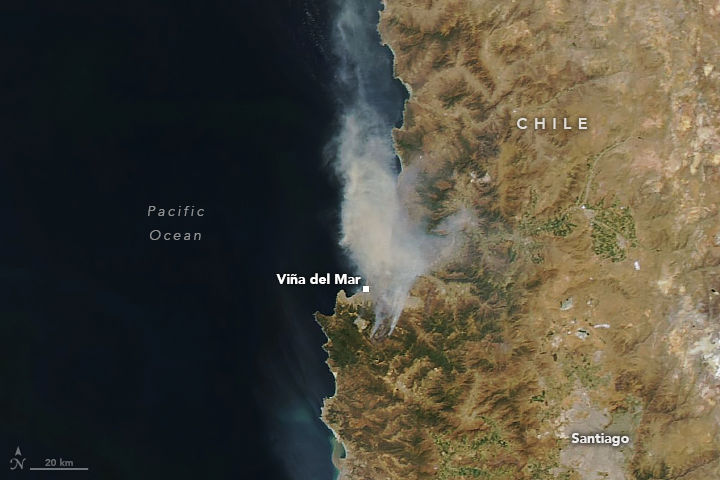
Humo del incendio visto desde el espacio

El incendio generó un enorme desastre ambiental, a la pérdida de biodiversidad, la destrucción de hábitats naturales y la emisión masiva de gases de efecto invernadero se suma que se estima que solo el 2 de febrero se liberó al aire 593.034 toneladas de dióxido de carbono, así mismo las coberturas vegetaciones afectadas, desde terrenos de uso agrícola hasta bosques nativos, pasando por plantaciones forestales y zonas de matorrales, muestran una pérdida ecológica y de biodiversidad inconmensurable, Uno de los casos más emblemáticos fue el Jardín Botánico de Viña del Mar, donde el fuego consumió aproximadamente el 90% de su superficie en tan solo 45 minutos..

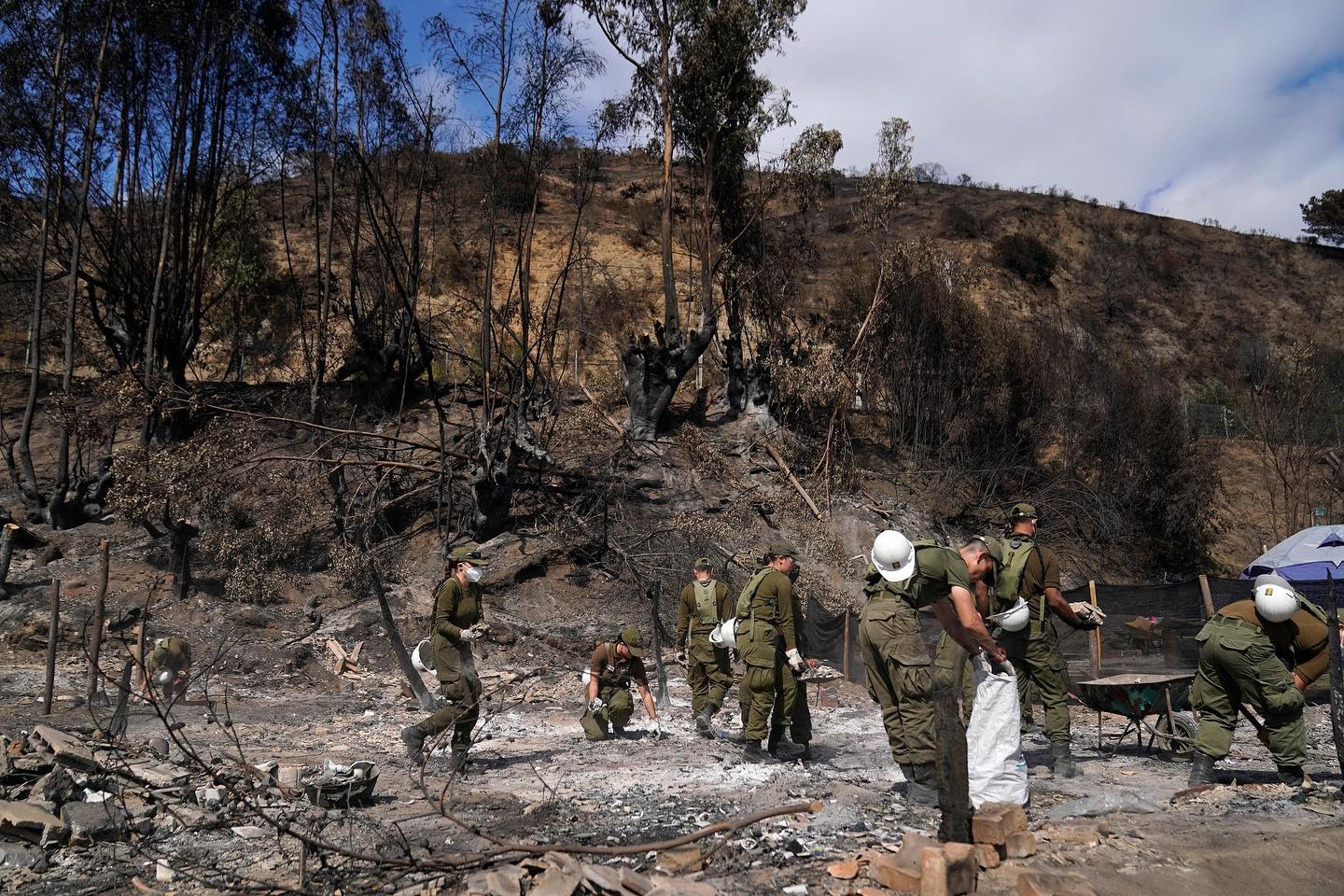
Jardín Botánico a posterior del incendio

Así mismo, durante los cuatro días del incendio, además de quemar vegetación, el aire contenía todo tipo de partículas, muchas de las cuales no se han identificado, tales como vidrio, asbestos, plástico, fibra de vidrio, pinturas con plomo, cientos de computadoras y televisores, aluminio, focos, termómetros con material radioactivo, concreto, etc. lo que llevó a que se superaron significativamente los límites permitidos por la norma chilena, con concentraciones de material particulado grueso y fino que excedieron en 82% y 198% los estándares nacionales y las recomendaciones de la OMS.
Expertos han advertido que dichos contaminantes, que pueden causar daños graves al sistema respiratorio, nervioso central, cardiovascular, representaron un riesgo considerable para la salud de la población sobreviviente. El experto agregó que la concentración de carbono negro registrada durante el incendio fue 18 veces mayor que la observada en el megaincendio de Atenas en Grecia, en 2021.

### Destrucción Urbana

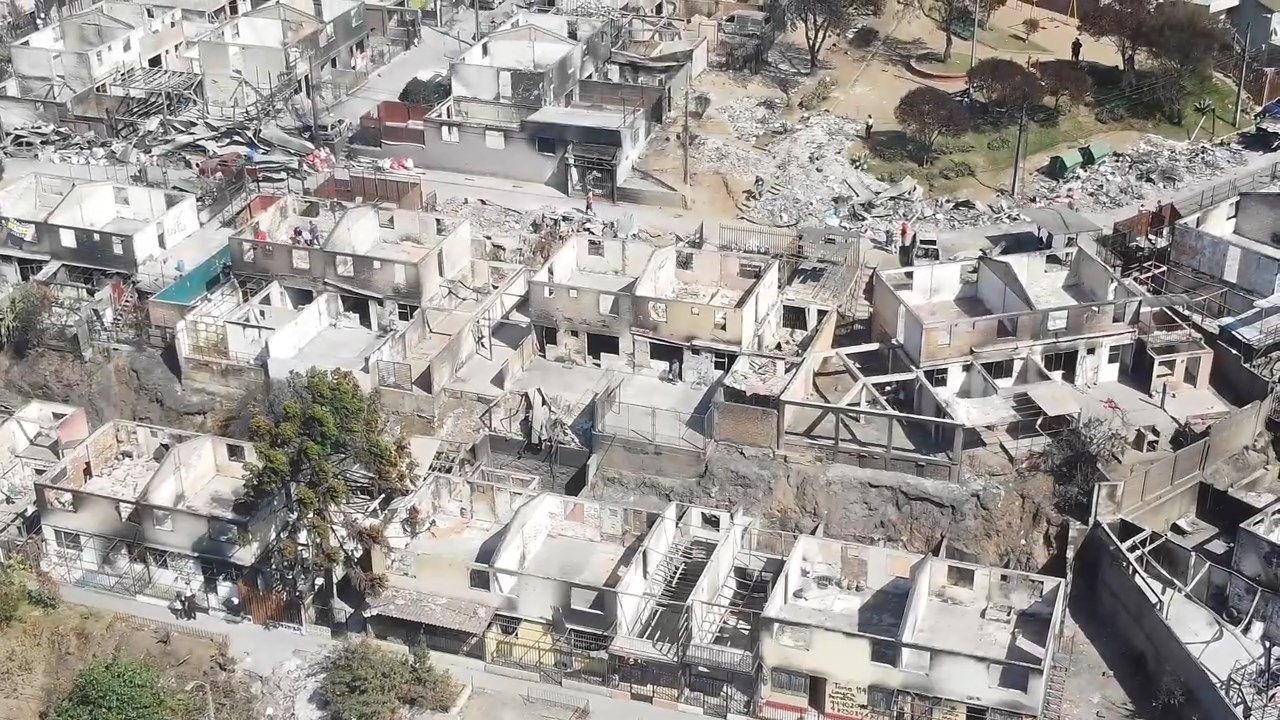
Sector de El Olivar, población construida en 1989 para los empleados públicos junto a suboficialidad de las Fuerzas Armadas y Carabineros, resultó con casi perdida total

El incendio causó una devastadora destrucción urbana, especialmente en las ciudades de Viña del Mar, Valparaíso y Quilpué, se estima que se perdieron al rededor de 14.000 viviendas regulares y un nivel indeterminado de viviendas irregulares
Además de la pérdida material, el incendio exacerbó la crisis social y económica en las comunidades afectadas, contribuyó al aumento del déficit habitacional en la zona. La destrucción masiva de viviendas en ciudades como Viña del Mar, Valparaíso y Quilpué dejó a miles de familias sin hogar, agravando la ya crítica situación habitacional en Chile. La destrucción no solo afectó a viviendas, sino también a servicios básicos como electricidad, agua potable y comunicación, lo que dificultó aún más las labores de rescate y asistencia. Las autoridades enfrentaron críticas por la gestión de la emergencia, especialmente por la falta de medidas preventivas y la falta de coordinación.

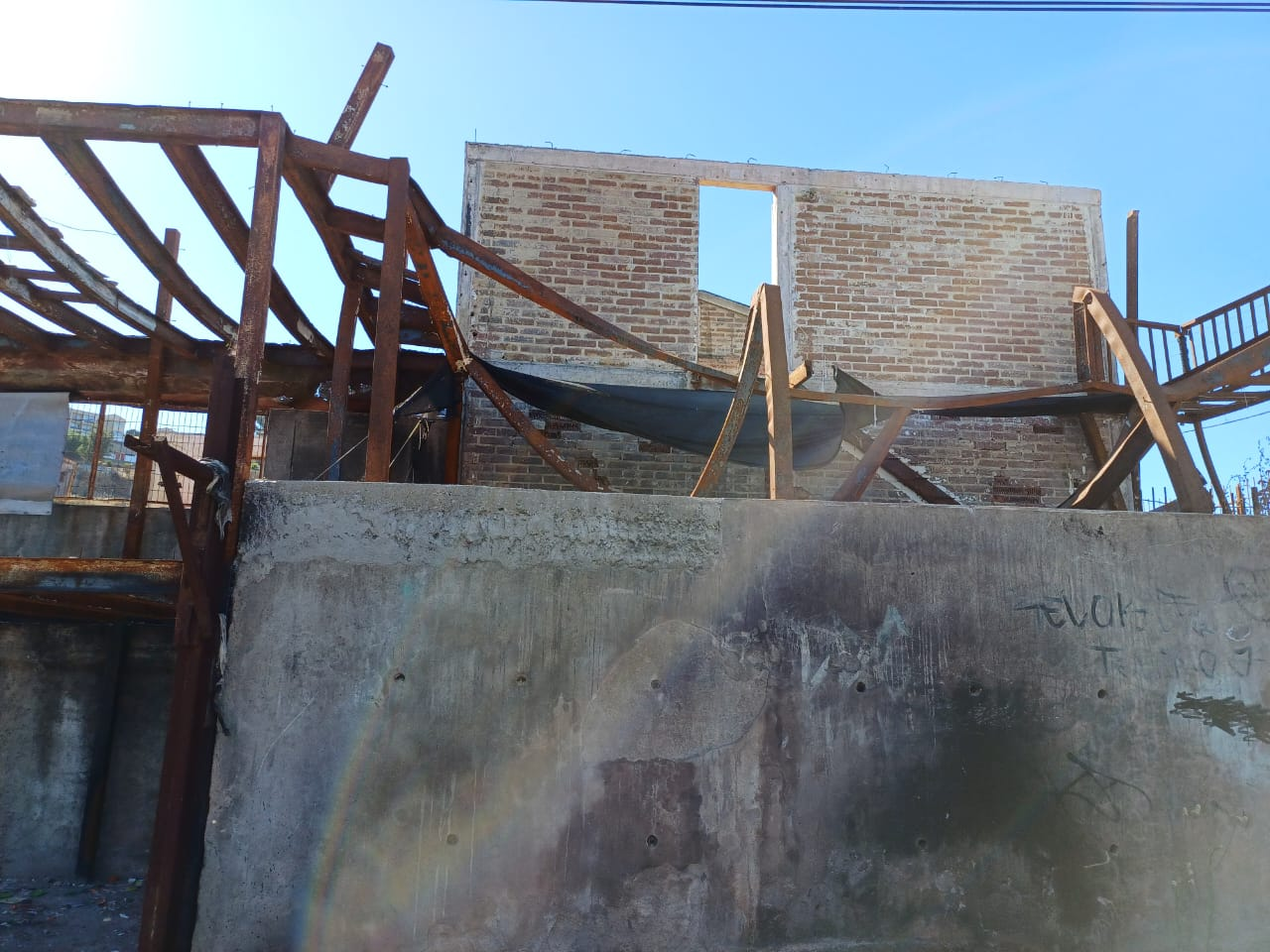
Restos de la estructura de acero de una casa, por el grado de deformación se estima el calor pudo haber alcanzado temperaturas superiores a 600-700°C.

Las críticas a la reconstrucción tras el incendio de 2024 se centraron en varios aspectos relacionados con la lentitud, la falta de planificación adecuada y la insuficiencia de recursos para atender la magnitud de la tragedia. A pesar de los esfuerzos iniciales por parte del gobierno y las autoridades locales, muchas familias afectadas denunciaron que el proceso de reconstrucción fue más lento de lo esperado, lo que generó frustración y un sentimiento de abandono.
Uno de los principales señalamientos fue la falta de una planificación urbana efectiva para reconstruir de manera segura y sostenible, especialmente en áreas vulnerables y de alto riesgo de incendios. A pesar de la urgencia de la situación, algunos de los planes propuestos no contemplaban medidas preventivas suficientes, lo que generó temor en la comunidad sobre una posible repetición de la tragedia. Además, la distribución de ayuda y recursos fue percibida como desorganizada, lo que contribuyó a la percepción de que las víctimas no estaban recibiendo el apoyo necesario en el momento crítico. La reconstrucción, que en muchos casos estaba destinada a devolver las viviendas a sus propietarios originales, también fue criticada por la falta de enfoque en soluciones a largo plazo para mitigar el déficit habitacional, lo que dejó a muchas familias sin un futuro claro en términos de vivienda estable.

### Servicios Básicos

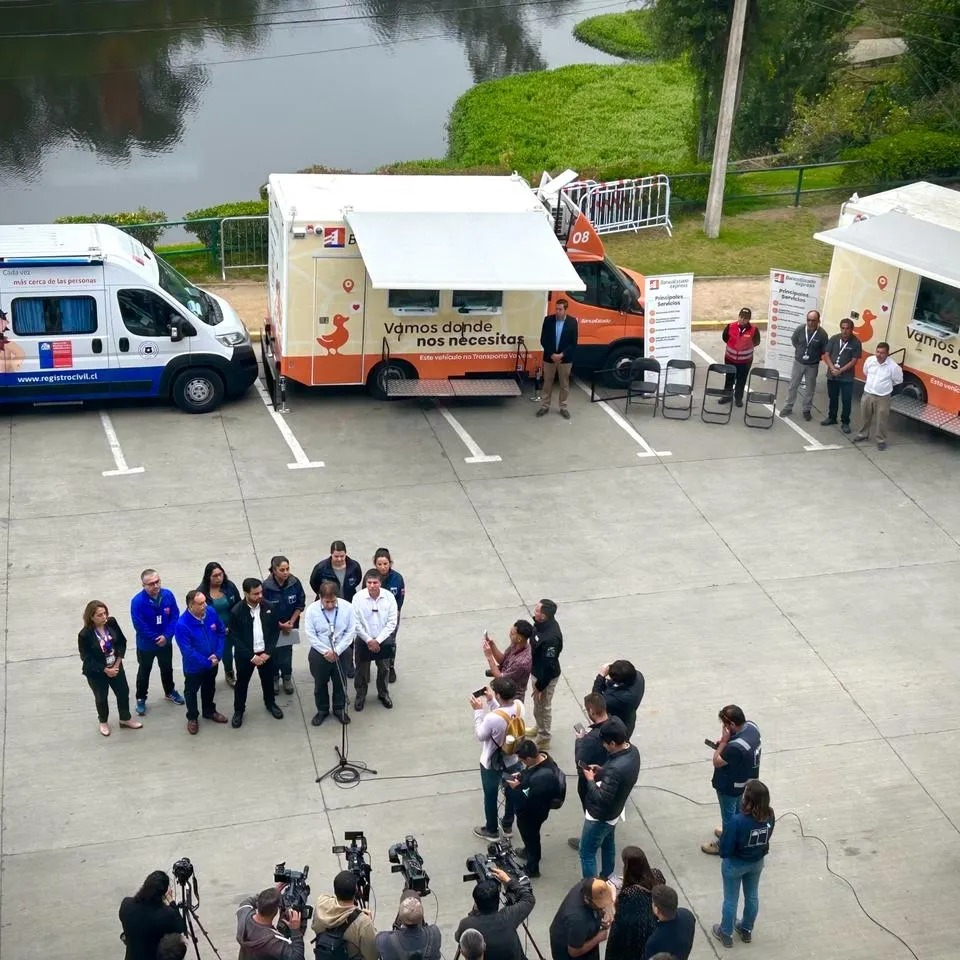
BancoEstado y Registro Civil que se trasladaron a las zonas siniestradas para el bloqueo y reimpresión gratuita en 24 horas de Documento de identidad y Tarjetas Bancarias

Hacia las 18:00hrs, casi la totalidad de los servicios básicos estaban fuera de servicio o directamente destruidos, así mismo por la premura de la evacuación, muchas personas perdieron o fue destruida su cédula de identidad, sus tarjetas bancarias y otros documentos importantes.
A partir del 6 de febrero, el registro civil se acerco a los lugares siniestrados de 10am a 17pm con el objeto de renovar o reimprimir la cédula de identidad de forma gratuita y con entrega al inmediata día siguiente.
Los bancos aceptaron validar la identidad vía biometría y el comprobante de reimpresión de cédula para la recuperación del acceso a cuentas bancarias, Banco Estado llevó a una Sucursal móvil a cada lugar siniestrado, para la reimpresión instantánea y gratuita de los productos.
También existieron algunos bancos que ofrecieron la gratuidad en alguna de sus prestaciones, la postergación de cuotas de créditos, la habilitación de cuotas sin interés y la reprogramación de deudas vigentes.

#### Luz, Agua y Abastecimiento
En un inicio bomberos había solicitado el corte programado de energía eléctrica para hacer frente a la seguridad del combate del incendio, sin embargo, dicha orden nunca se ejecutó, al entrar el fuego en sectores urbanos, la Red de distribución de energía eléctrica estuvo expuesta a tal temperatura que estallaron sus transformadores, se derritieron sus cables y los focos del alumbrado público, lo que sumado a los incendios de las plantas de alta tensión y de medidores eléctricos domiciliarios,hacia las 18horas todo el sector siniestrado estaba en oscuridad eléctrica y ambiental, debido a las nubes del incendio, la electricidad solo empezaría a volver paulatinamente en el día sexto a posterior del incendio.
Chilquinta no dio abasto con su personal en los días posteriores, debió contratar a empresas externas para reconstruir empalmes, medidores e infraestructura troncal, así como recurrir rápidamente en ayuda a los electrodependientes señalando que esto sería sin costo para sus clientes, Los esfuerzos desplegados y el compromiso de los miembros de la organización permitieron finalizar la restitución de la red de media y baja tensión en solo 12 días.
Si bien el suministro de agua se mantuvo ininterrumpido, durante el incendio por el exceso de demanda de agua, bajo la presión domiciliaria considerablemente, Esval en cambio, suspendió el cobro de forma inmediata y otorgó gratuidad en el uso del agua de forma automática a todo el sector afectado, a posterior a dicho beneficio, eliminó de sus registros todo consumo ejecutado el 2 de febrero, y extendió la gratuidad hasta diciembre de 2024, así mismo instaló 139 llaves públicas de emergencia de uso libre y seguro en las zonas afectadas; 100% de reposición gratuita de los arranques de los terrenos a los que hay acceso; entrega de agua en 160 puntos fuera de su área de concesión; gratuidad a alrededor de 80 ollas comunes y el despliegue de 10 puntos de atención en terreno para resolver consultas de la comunidad, entre otras.
En las zonas siniestradas, hubo dificultades para garantizar un flujo constante de alimentos para las miles de personas. Las tiendas y minimarket locales fueron severamente afectados por el fuego, y algunos de ellos cerraron durante varios días, lo que generó una gran presión sobre los recursos disponibles.

#### Telecomunicaciones

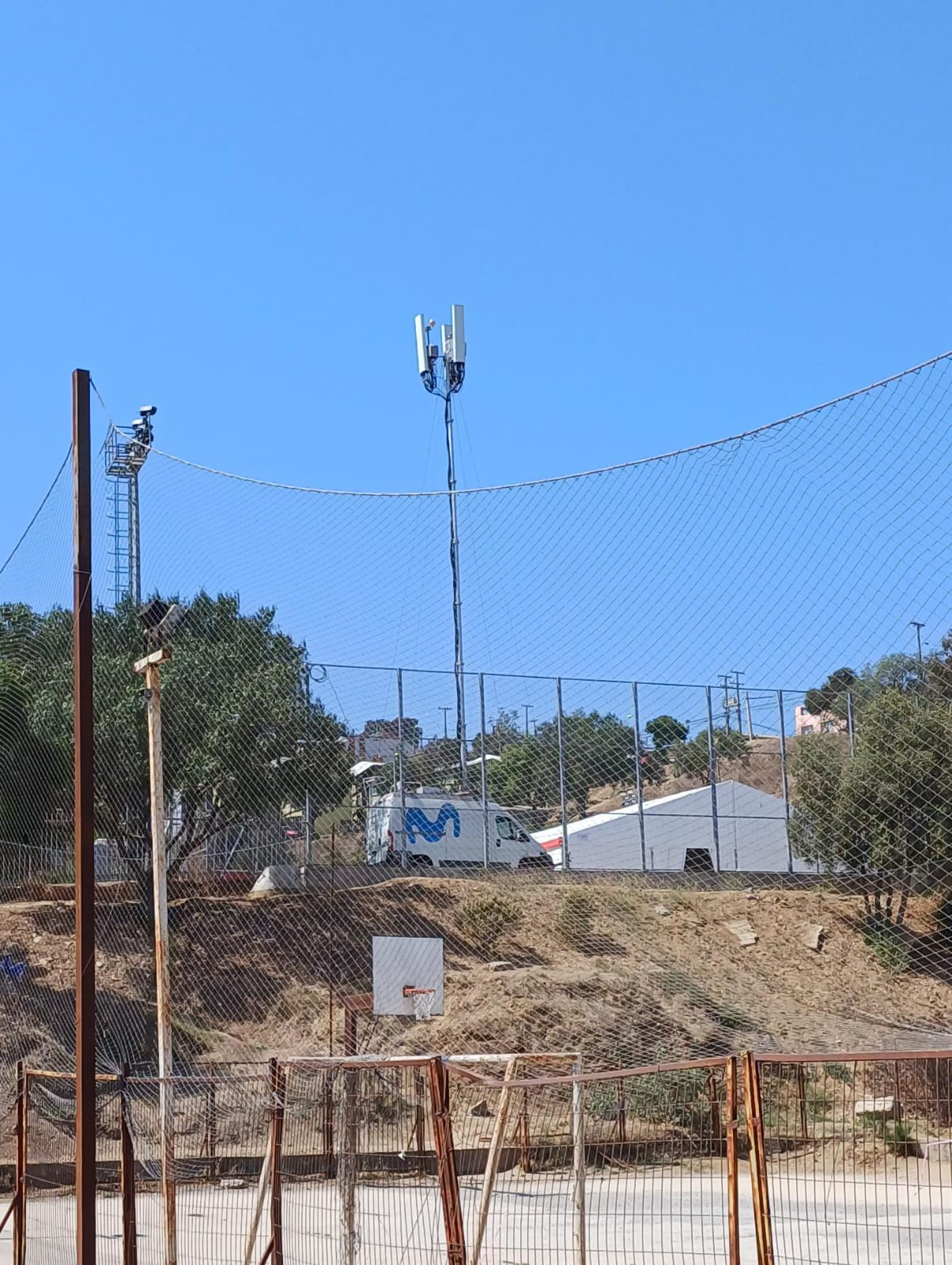
Antena móvil repetidora de 3G y 4G de Movistar, instalada en los lugares siniestrados por el incendio, la conectividad por voz estuvo inaccesible al rededor de 30 horas.

Debido al incendio se destruyeron antenas telefónicas, así como sistemas de respaldos satelitales y varios kilómetros de cableados de fibra troncal y doméstica (incluyendo a la quema del edificio que albergaba la Cabecera de VTR), lo que sumado al corte de energía generalizado debido al daño por los incendios y a una sobrecarga de la red fija y móvil sin precedentes provocó que cerca de las 19 horas del 2 de febrero del 2023, todo Viña del Mar y Quilpué experimentara un "blackout" de internet fijo y móvil de todas las compañías, dejando fuera de servicio a la Telefonía IP y a Transbank (y con ello fuera de servicio el procesamiento de transacciones de pago con tarjetas de crédito, débito bancarias y prepago), si bien las compañías de internet activaron rápidamente Roaming Automático Nacional de Emergencia (RAN) (que es esencialmente compartir automáticamente sus antenas, haciendo la comunicación redundante en caso de falla en algún punto) y telepuertos portátiles satelitales para el uso de las Fuerzas Armadas de Chile, Carabineros de Chile, Policía de Investigaciones de Chile, Bomberos de Chile y los servicios sanitarios de emergencia, la conectividad doméstica tardó varias semanas en reconstruirse y en volver en su integridad en marcha blanca.
En los días posteriores, se hizo un llamado a un uso responsable y mínimo de la red, algunas empresas de telecomunicaciones activaron "Planes solidarios" de conectividad, levantaron los bloqueos por no pago y entregaron minutos y acceso a internet gratuito, otras entregaron teléfonos de forma gratuita y no cobraron la mitad del cargo fijo o la totalidad de este en caso de perdida de hogar, así como levantaron las multas económicas por destrucción de equipos domésticos
Según la Subsecretaría de Telecomunicaciones (Subtel), 283 torres de telefonía se encontraban fuera de servicio al 3 de febrero a las 22:00, asimismo indica que se han enviado 70 mensajes de Senapred por medio del sistema SAE (Sistema de Alerta de Emergencia) en la zona central del país. Al 4 de febrero a las 09:30 Subtel reportó que 213 torres de telefonía se mantenían sin servicio en la Región de Valparaíso

#### Trasporte

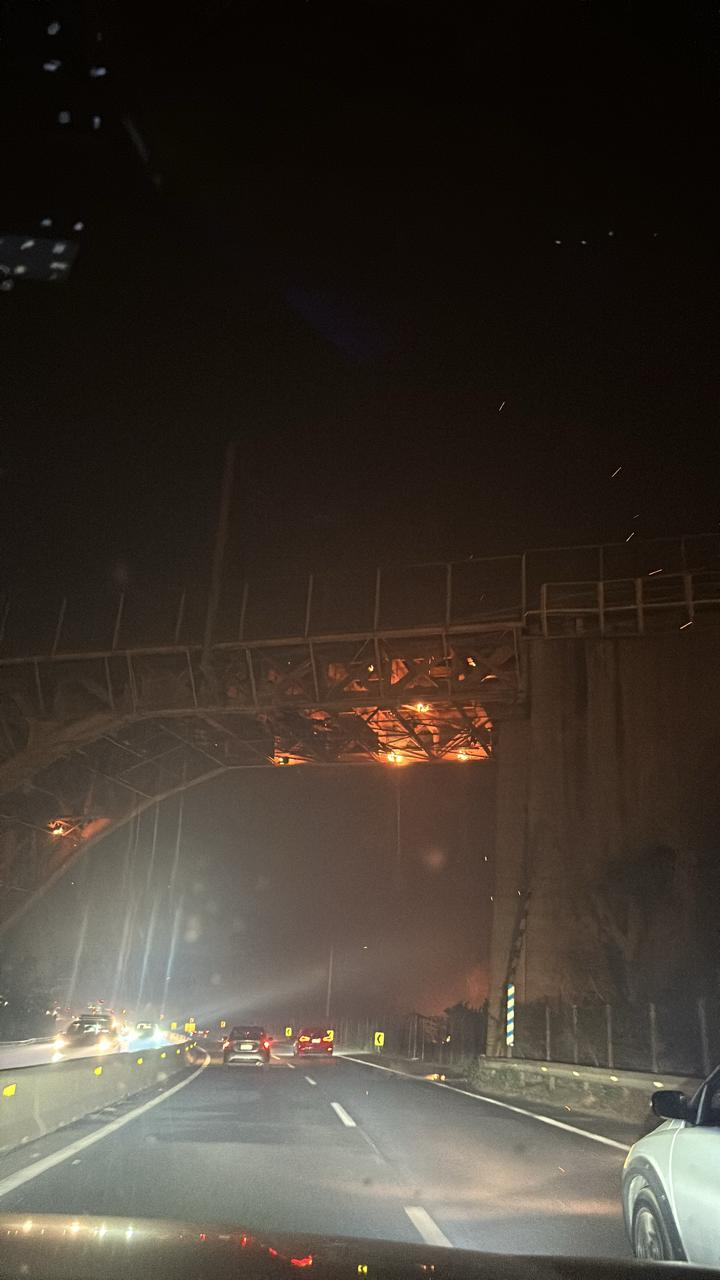
La infraestructura ferroviaria de Tren Limache-Puerto resultó seriamente dañado, estuvo cerrado desde el 2 hasta el 9 de febrero.

Cerca de las 13:00 el tránsito en la ruta 68 fue cortado debido a la baja visibilidad debido al humo de los incendios. Los servicios de transporte de pasajeros de Turbus fueron suspendidos.
Durante la jornada del 2 de febrero, el servicio del tren Limache-Puerto fue suspendido debido al fuego. Durante la noche del mismo día, el puente Las Cucharas —que permite el funcionamiento del tren—  sufrió un incendio en sus durmientes de madera debido al fuego. El servicio siguió suspendido al siguiente día, y reportes desde la EFE Valparaíso indican que el 17% en los durmientes del Puente Las Cucharas deberán ser reemplazados; además, se desarrollará un análisis estructural de este puente y los otros dos de Paso Hondo. Por otra parte, hay cerca de 4 km de vías que requerirán intervención, debido a durmientes de madera que resultaron quemados. También, se constató daño en 1500 m de fibra óptica usados en operaciones, y como continúan los incendios, no es posible garantizar el suministro de energía necesario para operar los trenes. El 5 de febrero EFE Valparaíso anunció que el servicio del tren Limache-Puerto volverá a prestar servicio de manera parcial, entre las estaciones Limache y Quilpué desde las 06:00, además indica que continúa la evaluación del estado de la vía en los tramos afectados.
También cabe destacar que en los intentos de huida, muchos vehículos quedaron abandonados en diversos tramos, incluso en contra de la dirección del tránsito, en los días posteriores se experimento una baja de transporte publico y un exceso de automóviles realizando "turismo de tragedia" en el sector.

### Seguridad Pública

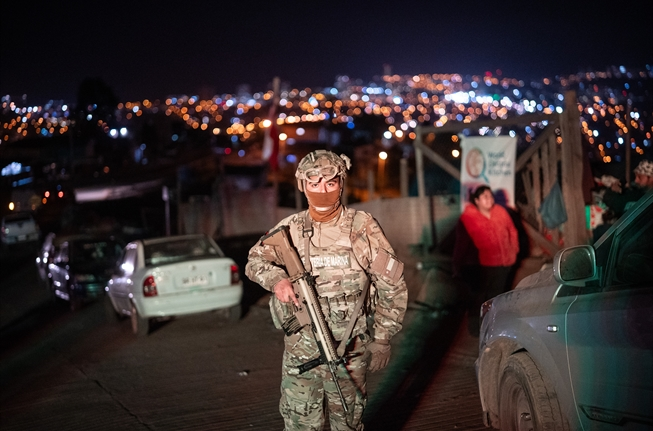
Armada de Chile resguardando la seguridad pública, en específico la posibilidad de Saqueo o de Incendio.

A las 11:51 PM del 2 de febrero, decreta Estado de Catástrofe para para las provincias de Valparaíso y Marga Marga y designa jefe de la Defensa Nacional al contraalmirante de la Armada, Daniel Alejandro Muñoz Miranda, una de las primeras medidas que impartió fue Controlar la entrada y salida de la zona declarada en estado de emergencia y el tránsito en ella y decretar el toque de queda en las comunas de Viña del Mar, Quilpué, Villa Alemana y Limache entre las 8:00 y 12:00, con el fin de apoyar con el flujo de equipos de ayuda y rescate y a partir del 3 de febrero de 21:00 a 0:00 y desde el 4 de febrero de 21:00 a 10:00, a posterior de aquello el toque de queda se redujo de 21:00 a 05:00 hasta el 21 de marzo de 2024.
Si bien en las primeras 24 horas a posterior del incendio no se produjeron robos ni saqueos, a partir de la noche del 4 de febrero de 2024, sin la existencia de luz eléctrica, se produjeron intentos de quema de pastizales por sujetos desconocidos e incluso de viviendas, así como de saqueo a viviendas, esto se masifico las noches posteriores, carabineros no era capaz de controlar la situación y muchos vecinos se empezaron a organizar en "rondas nocturnas" que aguardaron con palos, cuchillos y armas de fuego la llegada de turbas dispuestas a saquear, viviendo una suerte de histeria colectiva donde se aseguraba la existencia de individuos que querían reactivar un incendio de similares características en una suerte de ataque terrorista por parte de extranjeros, aunque nunca se tuvo certeza de estas, fue a partir del desplegué masivo de Fuerzas Armadas, que la situación empezó a ceder, hasta terminar completamente con la vuelta de la luz eléctrica dejando un saldo de 292 personas detenidas por infringir el toque de queda, por estar en actitudes sospechosas o por ser vistos iniciando fuegos.

### Desplazados
Si bien no existen cifras oficiales, se estima que 40.000 personas fueron desplazadas, ya sea a viviendas colindantes, de familiares o a otros sectores de Chile, mucho de los cuales jamás volvieron al sector del siniestro.
Los albergues habilitados, especialmente en Viña del Mar y Quilpué, no contaban inicialmente con recursos suficientes para la magnitud del desplazamiento humano, presentando problemas de hacinamiento, escasez de agua potable y suministros básicos. La Cruz Roja y equipos de salud desplegados en terreno reportaron la atención de personas con cuadros de deshidratación, crisis nerviosas y lesiones asociadas a la evacuación y al colapso urbano.
A nivel gubernamental, el Ministerio de Desarrollo Social y Familia activó su red de apoyo social durante la madrugada del 3 de febrero para coordinar ayuda humanitaria en los albergues y zonas de refugio, aunque las primeras horas de la noche del 2 de febrero estuvieron marcadas por la desprotección de los desplazados, especialmente en los cerros de Viña del Mar, donde la presencia de autoridades fue limitada y la organización recayó en las propias comunidades.

## Reacción nacional

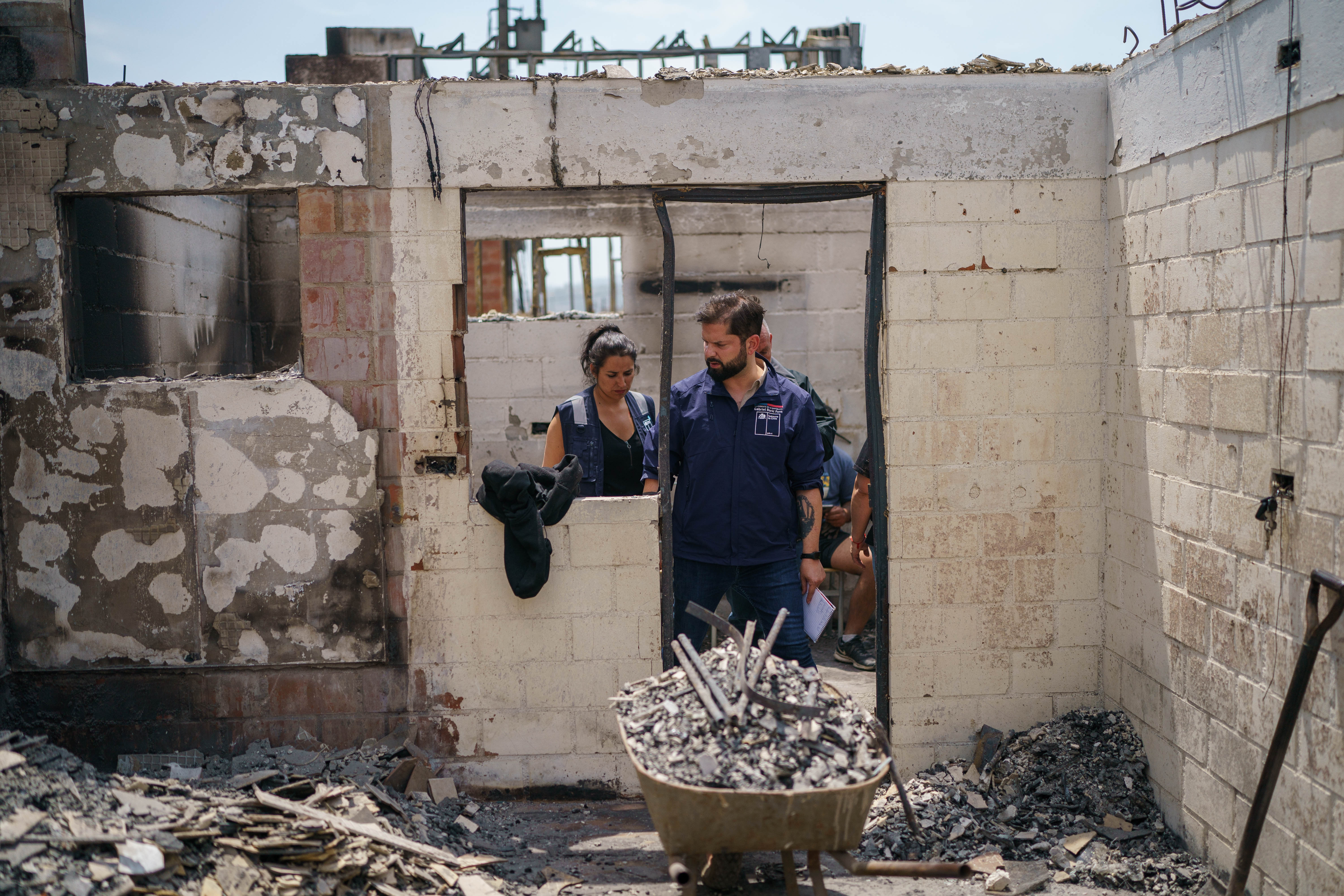
El presidente Gabriel Boric recorriendo sitios damnificados en la comuna de Quilpué

El presidente de la República, Gabriel Boric, anunció a las 23:34 del 2 de febrero que se declara estado de excepción por catástrofe en la región de Valparaíso.

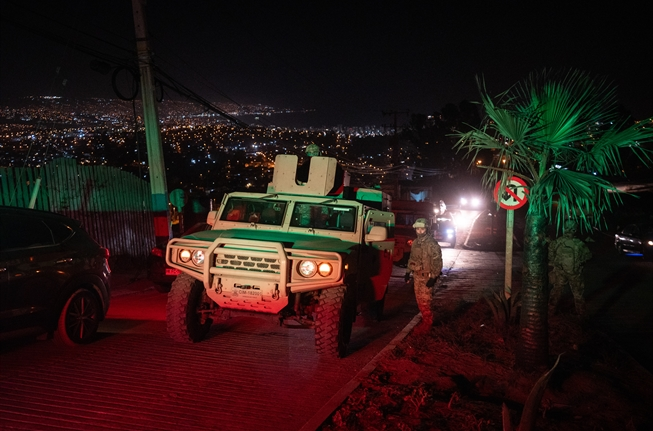
Miembros de las Fuerzas Armadas de Chile patrullando las zonas afectadas por el incendio durante el toque de queda.

El Gobierno de Chile decretó el toque de queda en las comunas de Viña del Mar, Quilpué, Villa Alemana y Limache durante el 3 de febrero entre las 8:00 y 12:00, con el fin de apoyar con el flujo de equipos de ayuda y rescate. Se decretó una segunda vez un toque de queda para las comunas mencionadas anteriormente, entre las 21:00 del 3 de febrero hasta las 10:00 del 4 de febrero.
Un amistoso programado entre los equipos de Colo-Colo e Independiente del Valle para el 3 de febrero en el Estadio Sausalito de Viña del Mar, fue suspendido debido a los incendios forestales provocados en la región de Valparaíso. Además, el clásico El Derby que se iba a celebrar el 4 de febrero en el Valparaíso Sporting fue aplazado al 17 de marzo.
El 4 de febrero, el presidente Gabriel Boric decretó duelo nacional durante dos días a causa de la tragedia por los incendios forestales.

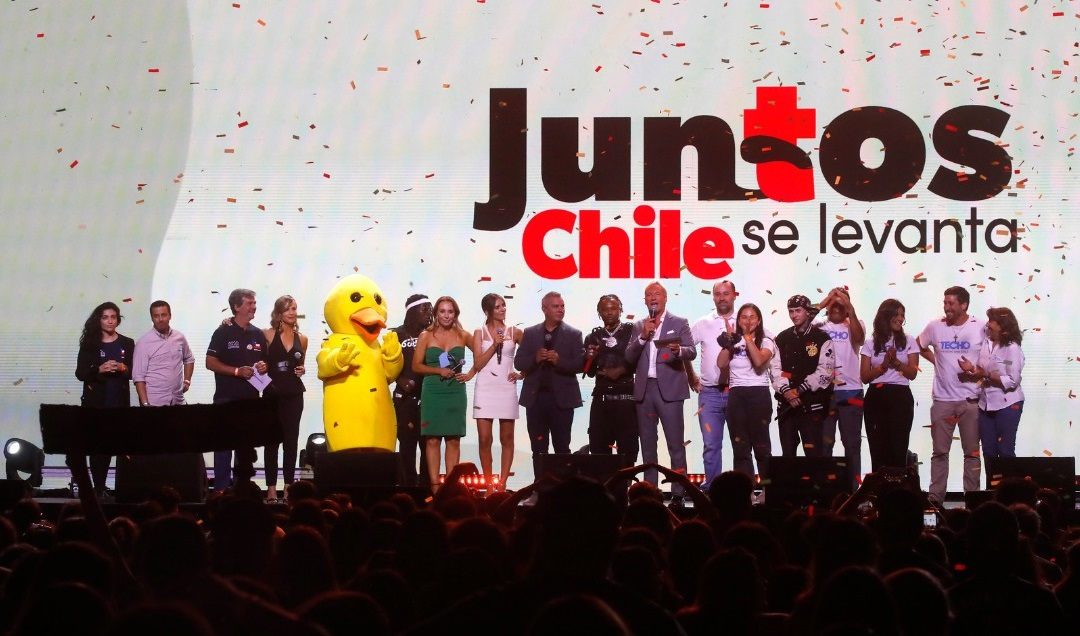
Juntos, Chile se levanta fue un evento benéfico chileno (basado en el Chile ayuda a Chile, del año 2010) realizado el 16 de febrero de 2024, con la finalidad de ayudar a los damnificados.

Por su parte, el comité organizador del Festival Internacional de la Canción de Viña del Mar comunicó el 5 de febrero la suspensión de la tradicional gala que se celebraría el 23 de febrero. El evento fue reemplazado por un programa especial de dos capítulos con un enfoque solidario. Asimismo, la organización del certamen anunció la realización de la campaña solidaria Arriba Viña en conjunto con las organizaciones TECHO y Desafío Levantemos Chile, la cual se centró en aportes monetarios; y se efectuó adicionalmente una campaña de recolección de útiles escolares en la Quinta Vergara durante el desarrollo del festival. Una vez finalizado el evento se anunció que la recaudación de la campaña alcanzó los 300 millones de pesos (aproximadamente 300 mil dólares).
Diversas otras campañas fueron efectuadas con el fin de entregar ayuda a los damnificados en el corto y mediano plazo. Dentro de los medios de comunicación destacaron las campañas Levantemos la V, organizada por Desafío Levantemos Chile y que recaudó 6 207 902 224 CLP (6,2 millones de dólares) en una transmisión digital; y Juntos, Chile se levanta, organizada por Anatel y la red solidaria Movidos x Chile, la cual recaudó 5 544 577 916 USD (5,5 millones de dólares) en una transmisión en cadena por los canales de televisión abierta, aumentando la cifra días después por sobre los 6 mil millones de pesos (6 millones de dólares).
La corporación organizadora de los Juegos Panamericanos de 2023, realizados en Santiago, anunció que todo el mobiliario y bienes utilizados en la Villa Panamericana serán donados a los damnificados de los incendios en la región de Valparaíso.

## Reacción internacional
El incendio fue cubierto por casi todas los medios de comunicación escritos, de radiodifusión y televisión del mundo, quienes le dedicaron extensas columnas a su análisis y a las consecuencias de este
- Argentina: La Cancillería transmitió «su plena solidaridad al pueblo y gobierno de Chile a raíz de los graves incendios que afectan a Valparaíso y zonas aledañas», manifestando «profundo pesar y condolencias por las víctimas y nuestro total apoyo frente a esta grave situación».[125]
- Bolivia: El presidente Luis Arce transmitió en sus redes sociales «nuestra solidaridad con el hermano pueblo y Gobierno de Chile, ante la irreparable pérdida de vidas que ocasionaron los incendios y que llevaron al presidente Gabriel Boric a declarar estado de excepción por catástrofe».[125]
- Brasil: El Gobierno de Brasil manifestó su «más profundo pesar» por el «significativo número de muertos» a raíz de los incendios, expresando «su solidaridad con las familias de las víctimas, así como con el pueblo y el Gobierno de Chile».[125]
- Colombia: El Gobierno manifestó «su plena solidaridad con el Gobierno y el pueblo de Chile en la emergencia climática que atraviesa, consecuencia de la implacable ola de calor que experimenta gran parte del territorio chileno» y manifestó «su plena intención de cooperar en las labores de mitigación de los incendios en la zona de Valparaíso y sus alrededores, así como prestar ayuda en todo lo que las autoridades y el pueblo chileno puedan necesitar».[125]
- Corea del Sur: El gobierno surcoreano anunció una donación de quinientos mil dólares. El embajador de Corea del Sur en Chile, Hakjae Kim, declaró que «Corea y Chile comparten una gran amistad, que se fortalece durante los periodos difíciles. Espero que esta ayuda vaya en solidaridad de los damnificados, contribuyendo al retorno de su cotidianidad y la reparación de los daños provocados por los incendios».[126]
- Cuba: El presidente cubano, Miguel Díaz-Canel, manifestó sus condolencias al gobierno y pueblo de Chile por todos fallecidos producto de los incendios forestales.[127]
- Ecuador: El gobierno ecuatoriano expresó «solidaridad y apoyo al pueblo y gobierno de Chile. Lamentamos las pérdidas humanas y materiales ocasionadas por los devastadores incendios forestales en el centro y sur».[125]
- España: El Gobierno de España también expresó su apoyo a Chile por los incendios forestales, en tanto, el Felipe VI de España expresó su pésame. «La reina se une a mí para expresaros, en estos difíciles momentos, toda nuestra solidaridad hacia los familiares de los fallecidos, así como nuestros mejores deseos para una pronta y completa recuperación de los heridos».[125]
- Estados Unidos: El presidente Joe Biden emitió un comunicado expresando su tristeza «por la pérdida de vidas y la devastación causada» y manifestando que su país «está listo para proporcionar la ayuda necesaria al pueblo chileno».[128] El gobierno estadounidense también envió un grupo de especialistas a la Región de Valparaíso.[129] Bomberos de Chile recibió una donación de mangueras, botas, guantes y esclavinas por parte del gobierno estadounidense; la donación fue valuada en treinta mil dólares y fue entregada por la embajadora de Estados Unidos en Chile, Bernadette Meehan, y por el director regional de LAC de la Agencia de los Estados Unidos para el Desarrollo Internacional, Tim Callahgan.[130]
- Lituania: El Ministerio de relaciones exteriores lituano expresó su solidaridad con el pueblo chileno y envío las condolencias a las familias.[131]
- Letonia: Vía X, el ministro de relaciones exteriores letón, Krišjānis Kariņš, manifestó su «más sentido pésame a los seres queridos de los fallecidos y una pronta recuperación a los heridos».[132]
- México: El Gobierno señaló que «lamenta profundamente la pérdida de vidas humanas y los daños ocasionados por los incendios en Viña del Mar, Valparaíso y Quilpué» y que «permanecerá atento a cualquier solicitud de asistencia por parte de autoridades chilenas».[125] El presidente de México, Andrés Manuel López Obrador, informó el envío de tres aviones de la Guardia Nacional, los dos primeros con víveres y el tercer vuelo con personal de ayuda.[129]
- Naciones Unidas: El secretario general de la ONU, António Guterres, expresó sus condolencias con el pueblo chileno, manifestando la solidaridad de Naciones Unidas con todo el país.[cita requerida]
- Paraguay: La Cancillería publicó en su cuenta de X: «Hacemos llegar al Gobierno y pueblo de Chile nuestra solidaridad y apoyo ante la tragedia vivida a causa de los incendios en el centro del país».[125]
- Perú: El Ministerio de Relaciones Exteriores expresó en un comunicado «su pesar y solidaridad al pueblo y Gobierno de Chile por las víctimas y los graves daños causados por los incendios actualmente en Valparaíso y zonas aledañas».[125]
- Reino Unido: Mediante un comunicado entregado por la embajada del Reino Unido en Chile, el Rey Carlos III y su esposa, la Reina consorte Camila, ofrecieron sus condolencias a las familias de los fallecidos, además, señaló que sus pensamientos están con todos los equipos de emergencia.[133]
- Rumania: Vía X, la ministra de relaciones exteriores, Luminița Odobescu, manifestó estar muy triste por los incendios forestales en Chile, y envío sus condolencias a las familias afectadas.[134]
- Rusia: El presidente de Rusia, Vladímir Putin dijo a través de un telegrama: «Reciba mis profundas condolencias con relación a las trágicas consecuencias de los incendios forestales que han afectado las regiones centrales de vuestro país» y que se transmita sus palabras de «condolencias y apoyo a los familiares y allegados de las víctimas, así como los deseos de un pronto restablecimiento a todas las víctimas de este desastre».[125]
- Unión Europea: El alto representante de la Unión Europea para Asuntos Exteriores, Josep Borrell, solidarizó con el pueblo chileno: «La UE está lista para colaborar y brindar ayuda en estos momentos difíciles».[135]
- Uruguay: El Gobierno expresó «su solidaridad al pueblo chileno y lamenta profundamente las víctimas y damnificados de los incendios en la zona de Valparaíso. Ante esta situación, ofrece su apoyo a las autoridades en estos duros momentos».[125]
- Ciudad del Vaticano: El Papa Francisco pidió rezar «por los muertos y heridos en los devastadores incendios en Chile», tras el ángelus dominical en la plaza de San Pedro del 4 de febrero.[136]
- Venezuela: El canciller Yván Gil informó que se comunicó con su par chileno transmitiendo «la solidaridad del pueblo y gobierno venezolanos ante la terrible ola de incendios forestales que azotan a Chile actualmente», agregando que «estamos listos para brindar el apoyo necesario en tan difícil circunstancia».[125]

### Organizaciones intergubernamentales y privadas
- Banco de Desarrollo de América Latina: El presidente ejecutivo, Sergio Díaz-Granados, anunció una donación inmediata de 250 000 dólares.[129]
- Banco Interamericano de Desarrollo: Anunció la donación de 200 000 dólares.[129]
- Google: Anunció la donación de 250 000 dólares.[129]
- UNICEF: Facilitará profesionales para la atención de niños, niñas y adolescentes afectados.[129]

## Controversias

### Intencionalidad

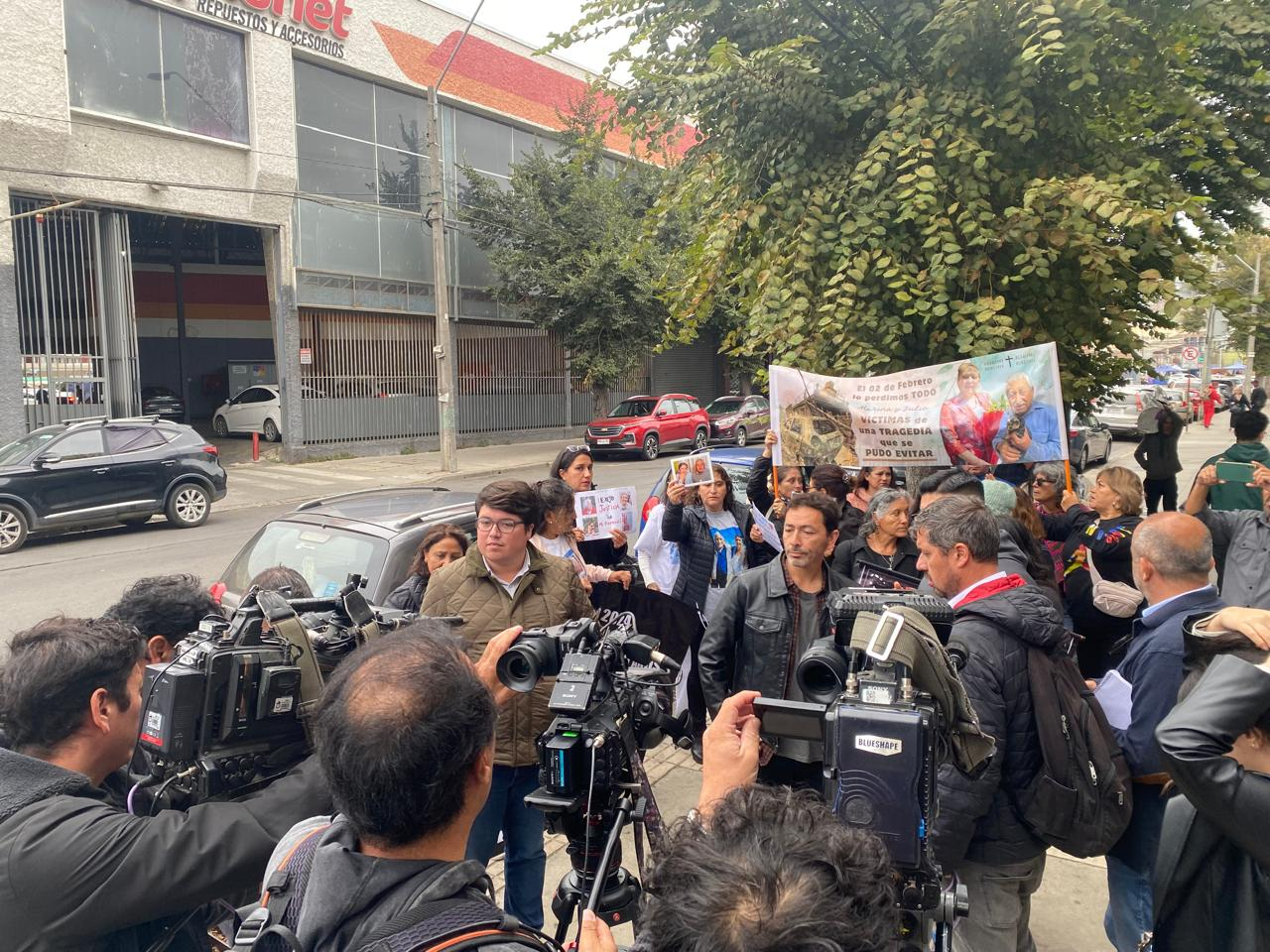
Manifestación de los familiares de las víctimas.

Desde las primeras horas del incendio forestal, surgieron diversas teorías sobre su origen, con sospechas de intencionalidaddebido a la detección de múltiples focos simultáneos en distintos puntos de la región. Entre las especulaciones iniciales, se mencionaron hipótesis que apuntaban a actos terroristaso la participación del crimen organizado, en particular de grupos como el Tren de Aragua. También circularon teorías de conspiración, que sugerían el uso de drones para iniciar el fuego o su vinculación con actividades relacionadas al narcotráfico y a asociaciones inmobiliarias criminales en el cambio de uso de suelo.
La Fiscalía, tras realizar un análisis de los patrones de propagación del fuego y revisar declaraciones de testigos, confirmó que el incendio podría haber sido provocado de manera deliberada.A pesar de ello, las circunstancias exactas del origen del siniestro continuaron siendo objeto de debate.
El 24 de mayo de 2024, la Policía de Investigaciones (PDI) detuvo al bombero Francisco Ignacio Mondaca Mella, de 22 años, acusado de ser el autor material del incendio. Un supuesto cómplice, Franco Pinto, funcionario de la Corporación Nacional Forestal (Conaf), fue señalado como el autor intelectual del siniestro. Posteriormente, el 28 de noviembre de 2024, fueron detenidos cuatro personas adicionales en relación con el caso. Según el fiscal Osvaldo Ossandón, la motivación principal detrás de los actos de los exfuncionarios fue económica. Durante la temporada de incendios, los involucrados podían recibir pagos adicionales por las horas extras trabajadas, lo que los llevó a provocar incendios forestales de manera deliberada entre finales de 2021 y 2024.

Dejaron la caga ql [sic]
Se quemo la 6, la 14 y la 9
La Sofia tuvo que salir corriendo ql [sic]
Mi mamá la fue a buscar ahora
Salio con la perra y la abuelita corriendo.
Mensaje de WhatsApp de Angel Barahona a Franco Pinto durante la noche del 2 de febrero.

El fiscal también indicó que los autores inicialmente solo buscaban generar un incendio forestal de menor escala, pero este se descontroló, resultando en un desastre de mayores proporciones. Los involucrados en este esquema aparentemente abusaron de su posición en las instituciones encargadas de la prevención de incendios para lucrar a expensas de la emergencia.

### Alerta Tardía
Tras el devastador incendio, se revelaron importantes fallas en la gestión de la evacuación y en la efectividad del Sistema de Alerta SAE (Sistema de Alerta de Emergencia), que está diseñado para notificar a la población ante situaciones de emergencia, como incendios forestales, los sobrevivientes del desastre informaron que muchas personas no recibieron la alerta SAE de manera efectiva o que la recibieron con un considerable retraso. Además, hubo reportes de que el sistema no proporcionó información precisa sobre las rutas de evacuación, lo que generó confusión y complicó las labores de salida de las zonas afectadas.
En un principio, las autoridades señalaron que las interrupciones en algunas redes de comunicación podrían haber sido la causa de la ineficacia del sistema de alerta. Sin embargo, más tarde se indicó que el SAE es un sistema complementario a la evacuación en terreno por parte de las autoridades locales, una acción que no se llevó a cabo de manera adecuada durante el evento. La falta de presencia en el terreno y la carencia de una estrategia clara de evacuación fueron elementos clave que exacerbaron la crisis.
Frente a las críticas sobre la falta de efectividad del SAE y en un contexto de creciente desconfianza hacia la capacidad del gobierno y las autoridades locales para gestionar de manera eficiente las emergencias, el presidente de la República anunció que se llevará a cabo una revisión exhaustiva del sistema de alertas. Esta tarea de reestructuración y mejora del SAE fue asignada a la Unión Europea, organismo con experiencia en gestión de emergencias y tecnología de alerta, en un esfuerzo por optimizar el sistema y evitar que situaciones similares se repitan en el futuro.

### Responsabilidad de organismos
La falta de un plan de emergencia y evacuación actualizado en Viña del Mar durante los incendios de 2024 ha sido objeto de críticas, especialmente considerando que la municipalidad no desmalezo y que comuna no contaba con planes reguladores que consideraran la amenaza de incendios forestales.
En respuesta a estos hechos,el gobierno ha intervenido en Conaf Región de Valparaíso, reforzando su supervisión y estableciendo medidas para evitar infiltraciones y colusiones que pudieran haber contribuido al desastre. Estas acciones incluyen la mejora de los filtros de ingreso y la evaluación de cambios en el sistema de pago de horas extras.
La Comisión Especial Investigadora (CEI) del megaincendio que afectó a la Región de Valparaíso en febrero de 2024 llevó a cabo una exhaustiva investigación sobre las causas y responsabilidades asociadas al desastre.Tras tres meses de trabajo, la comisión presentó su informe final, destacando las siguientes conclusiones:
- Negligencias de Conaf: Se identificaron "negligencias graves e inexcusables" por parte de la Corporación Nacional Forestal (Conaf) en la preparación, planificación y ejecución del combate al incendio, así como alteraciones de documentos a posterior de este,[160][161] Estas fallas podrían constituir delitos.[162]

- Deficiencias en Senapred y Delegación Presidencial: Se señalaron errores en el sistema de alerta de emergencia y en la coordinación de las autoridades regionales, incluyendo la ausencia de la delegada presidencial durante momentos críticos.[163][164]

- Inadecuada gestión municipal: El municipio de Viña del Mar fue criticado por su plan de emergencia,[156] que presentaba falencias en roles, funciones y coordinación durante el proceso de evacuación, tanto que la alcaldesa Macarena Ripamonti habría señalado que "no quería poner en riesgo a sus funcionarios"[165]

### Número de Muertes y Desaparecidos

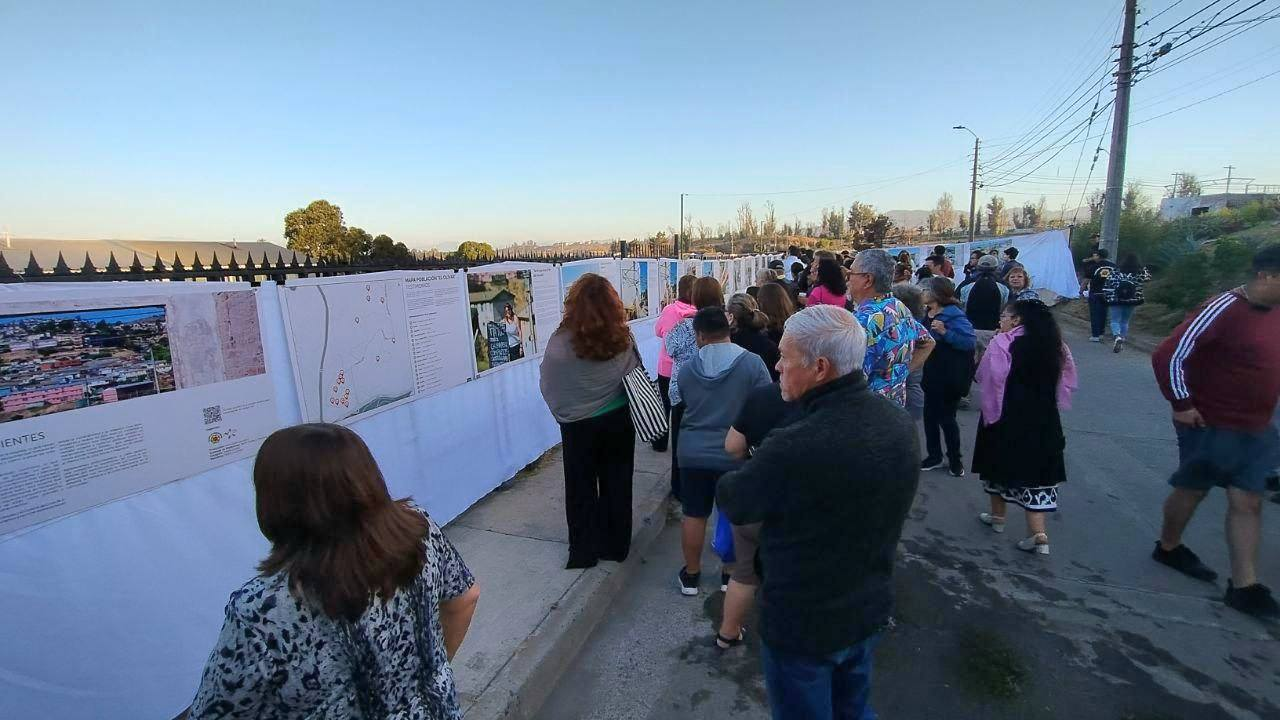
Exposición conmemorativa a un año del incendio.

En los días posteriores al incendio, surgió una notable discrepancia en las cifras de personas desaparecidas, lo que generó controversia y especulaciones sobre un posible mayor número de víctimas, La alcaldesa de Viña del Mar, Macarena Ripamonti, informó que su municipio registraba más de 200 personas desaparecidas debido al incendio,Sin embargo, las autoridades nacionales, incluyendo a la ministra del Interior, Carolina Tohá, proporcionaron cifras más bajas. Inicialmente, el subsecretario de Justicia y Derechos Humanos, Jaime Gajardo, mencionó 14 personas desaparecidas, cifra que luego fue actualizada a 35 por Tohá.
Oficialmente se habla de 137 víctimas y 3 desaparecidos, sin embargo, esta cifra es resistida por las personas víctimas del incendio,otros señalan que la cifra esta subrepresentada y que las víctimas serían mayores a las informadas.